# 日本交通 (東京都)

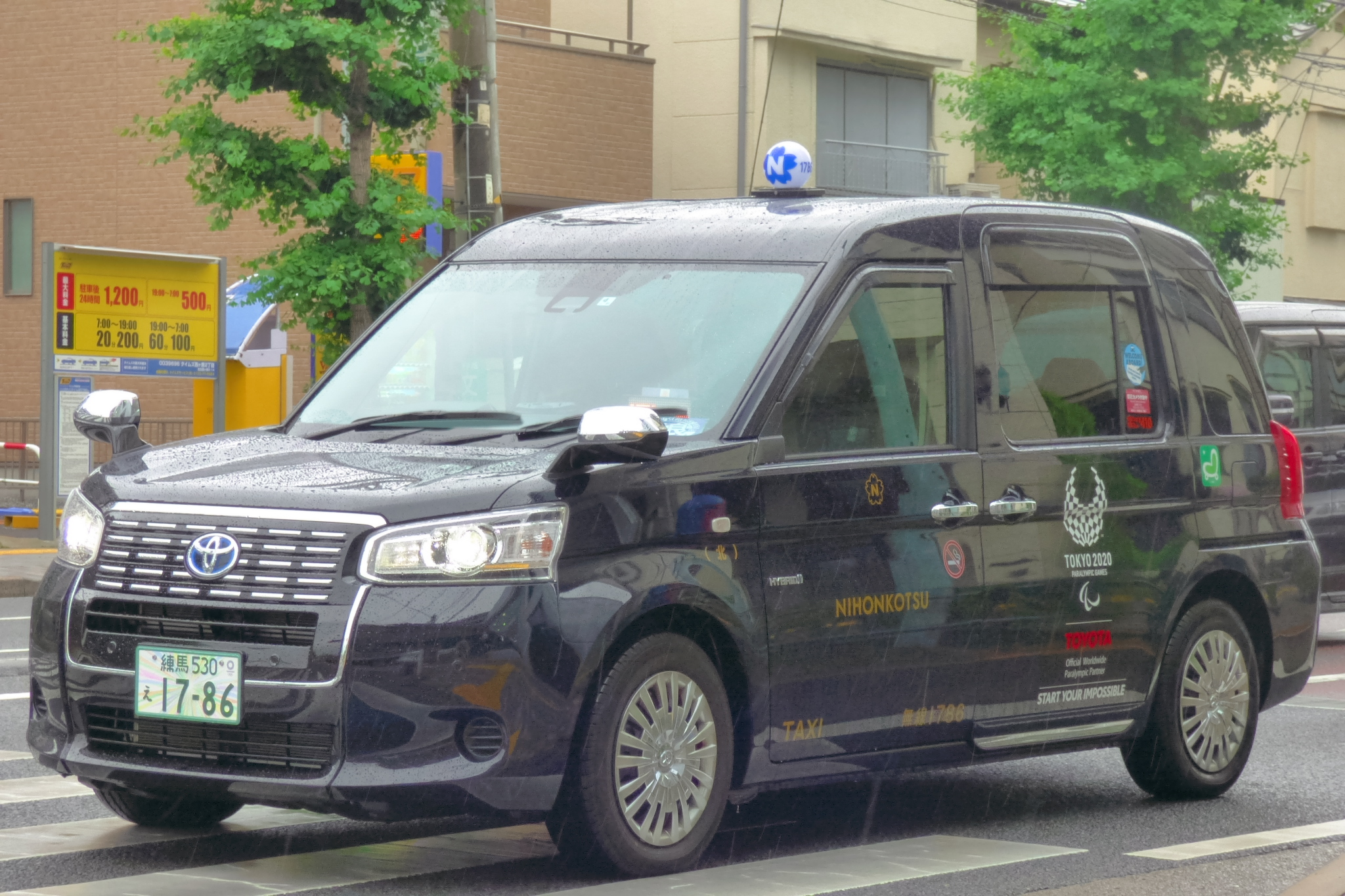
日本交通のジャパンタクシー

日本交通株式会社（にほんこうつう、英: Nihon Kotsu Co.,Ltd.、略称：日交〈にっこう〉）は、東京都千代田区紀尾井町に本社を置くハイヤー・タクシー事業者。関係会社も含めたグループの売上高は同業で日本最大である。国際自動車、大和自動車交通、帝都自動車交通とともに東京四社営業委員会を構成している。
タクシー事業において、同グループは8,082台（2024年（令和6年）5月時点）の車両を有し、国際自動車と並んで東京地区における最大手となっている。
ロゴマークは「桜にN」の意匠で、タクシー車両の行灯などにも用いられている。

## 経営事業
以前は観光バス部門を有していたが、2005年（平成17年）に売却されている。ニッコー観光バス参照。

### ハイヤー

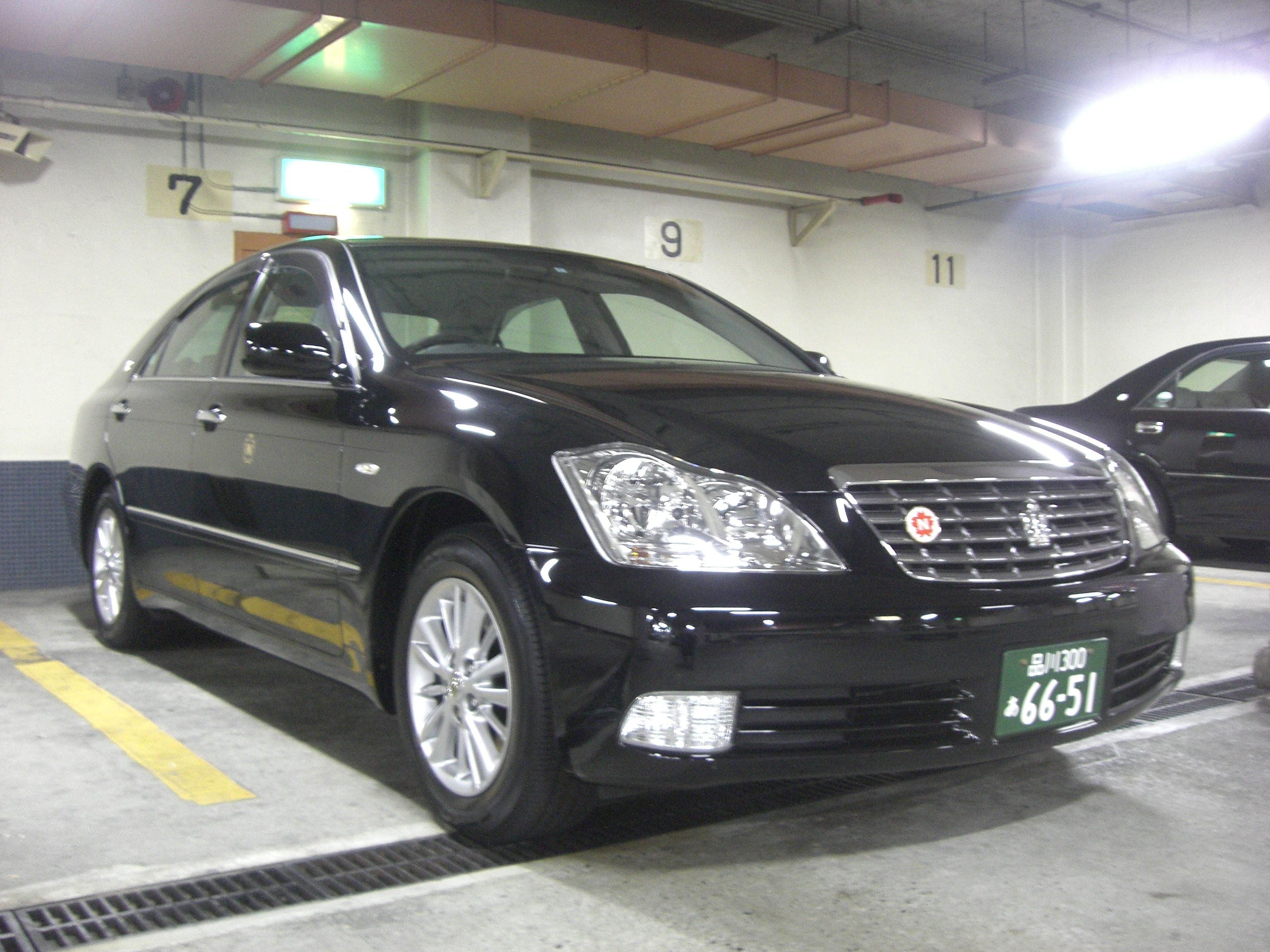
日本交通のハイヤー

東京都内に3営業所を置き、675台の車両を保有する他、954台の運行管理（企業・個人の自家用車運行のアウトソーシング引受）を行っている。保有台数は業界最多。また、後述の日本交通グループ事業者でも独自にハイヤー事業を行っているところがあるが、タクシーとは違って日本交通のハイヤー事業とは関連性がない。
他の都区部のハイヤー事業者と同様、国賓などの輸送も引き受けることがある という事情から車両は全て国産高級車を使用し、ワゴンタイプの車両も在籍する。車体カラーは全て黒だが、冷房の無い1950〜60年代には、天井のみ白くした「日交カラー」のハイヤーが存在していた。

### タクシー
タクシー事業においては、東京都の特別区・武三交通圏内に7営業所を置き、同交通圏内の45事業者（子会社13社、業務提携32社）およびその他首都圏・近畿地方の16事業者と共に「日本交通グループ」を組織している。（2024年（令和6年）7月時点）

#### 車両
2023年（令和5年）現在、ジャパンタクシー匠、プリウスα、アルファードの3車種が中心となっている。特に、本体営業所および子会社（直系事業者）のほぼ全車両がジャパンタクシー・匠となっている。提携事業者にはセダンタイプの車両を保有しているところもあるが、積極的にジャパンタクシーへの置き換えが進められている。
本体営業所においては、かつては廉価グレードのクラウンコンフォート・スタンダードとセドリック・オリジナルを導入していたが、黒タク導入後は車体色関係なしにクラウンセダン・スーパーデラックスGパッケージとセドリック・クラシックSVを導入するようになり、一旦は全車ハイグレード化した。ただし、2010年（平成22年）からは四社カラー車においてはクラウンセダン・スーパーデラックスおよびセドリック・スーパーカスタムも導入していた。2017年（平成29年）10月のジャパンタクシー発売後から、子会社を含めたセダンタイプの車種は急速にジャパンタクシーへ置き換えられ、現在に至る。
ナンバープレートは原則無線番号に合わせた希望ナンバーを使用し、対象地域の営業所では全てご当地ナンバーとされている。
提携会社においては、従来は各社の方針で車種を選定していたが、ジャパンタクシー発売以降は積極的にジャパンタクシーへの代替が行われるようになった。ただし、現在も独自の車種を新車購入する事業者もある。それらの会社では無線番号に合わせた希望ナンバーではない車両も2023年（令和5年）現在残っている。
ワゴンタクシーは、7人乗りミニバン車としてエスクァイアを積極的に導入し、アルファードは少数に留まっていたが、2022年（令和4年）以降は『GO PREMIUM』用にアルファードへ順次代替されている。EDS観光タクシー用にプリウスαのサンルーフ付き車両も保有している。
ドライブレコーダーをタクシー全車に装着しており、事故の際の記録のみならず、映像データの分析により、交通事故の未然防止活動にも役立っている。

#### 車体色・行灯
車体色は東京四社営業委員会の統一色（四社カラー、黄色地に赤帯）を採用しているが、黒タク（現：ゴールドタクシー、後述）およびワゴン車両は黒一色である。四社カラーについては、日本交通直営営業所の車両は車体側面に加えてボンネットからトランクにかけても赤帯が配されているが、それ以外のグループ各社は車体側面のみである。
2017年（平成29年）から導入が開始されたトヨタ・ジャパンタクシーは、トヨタ自動車と東京ハイヤー・タクシー協会の方針で、グループ含め全て紺色（深藍）に統一されている。この他、日本交通立川には白色の車両が在籍していた ほか、過去には日本交通横浜に銀色に桜色の帯を配した女性乗務員（さくらレディース）専用車として日産・クルーが在籍していた。
タクシーのカラー化は1952年（昭和27年）より業界に先駆けて行っており、前年に渡米視察した当時の社長・川鍋秋蔵がアメリカのイエローキャブをヒントに、天井がブルー、ボディがグレーという「日交カラー」を提案、統一した。その後、1963年（昭和38年）からライトスカーレットオレンジとレモンイエローの四社統一カラーに変更、更に1969年（昭和44年）から現行四社カラーとなった。なお、日交カラーおよび旧四社カラーは2018年（平成30年）に期間限定で復刻運行された。
行灯は白色の球体で、前後に「桜にN」の意匠と、左右に無線番号を配したもの である。意匠と無線番号は以下の色が存在する。
- 青色 - 通常のデザイン
- 金色 - ゴールドタクシー（後述）
- ピンク色 - 幸運のタクシー（後述）
- 緑色 - 電気自動車用

旧デザインは現行のものよりサイズが大きく、現在無線番号が書かれている位置に「日交」と書かれていた。

#### 接客・サービス
サービスレベルの向上について様々な取り組みを行っており、プレスリリースなどにおける会社紹介でも「Japan Hospitalityをもって『拾うではなく、選ばれるタクシー』として、顧客満足を追求しています」と謳っている。
東京都北区浮間および大阪市福島区福島に自社およびグループ専用の研修施設 を設け、「スタンダードマニュアル77」の制定や覆面モニタリング制度 等を行い、グループ全社で接客品質の均一化を図っている。また、社内基準により選抜され、特別講習を受けた乗務員が乗務する「ゴールドタクシー」の制度も2001年（平成13年）より実施している。

#### 無線配車
無線配車においては、グループ全車にカーナビゲーション連動のIP無線システムを搭載し、効率的な配車を行っている。顧客向けにも、通常のオペレーター対応に加え、プッシュホンによるIVR（全自動）配車やスマートフォンのアプリ、英語オペレーターを通した配車などに対応している。2017年（平成29年）10月〜2018年（平成30年）9月期の東京における無線配車シェアは35%であった。このほか、都内各所に日本交通専用のタクシー乗り場を設けている。

#### ゴールドタクシー（旧・黒タク）
2001年（平成13年）に開始された制度で、東京特別区・武三交通圏でのみ実施されている。
入社時に行う研修とは別に、所定の基準 を満たした上で、接客・地理等に関する特別な講習 を受けた乗務員のみが乗務する車両である。無線配車においても専用ダイヤルが設けられるなど、より上質なサービスを求める利用者に向けて実施されているもので、日本交通では「タクシーのビジネスクラス」と称している。
ゴールドタクシー車両は、行灯が青色ではなく金色となっている。また、日本交通グループに所属するエスクァイア、アルファード、プリウスαは基本的には全てゴールドタクシー扱いである。
開始当初は「黒タク」と称しており、各社指定色が一般的な中で黒塗りの車両を導入することで見た目の差別化を図っていた。しかし、先述の通りジャパンタクシーは全て紺色であるため、ジャパンタクシー導入以降は黒タクと四社カラーの区別を車体色ではなく行灯の色で行うこととなり、黒タク扱いの車両は金色、四社カラー扱いの車両は従来通り青色となった。ジャパンタクシーがある程度増え、それに伴ってジャパンタクシー以外でも黒タクの行灯を金色に換装し、2019年（令和元年）6月から黒タクの呼称をゴールドタクシーに変更した。

#### 幸運のタクシー

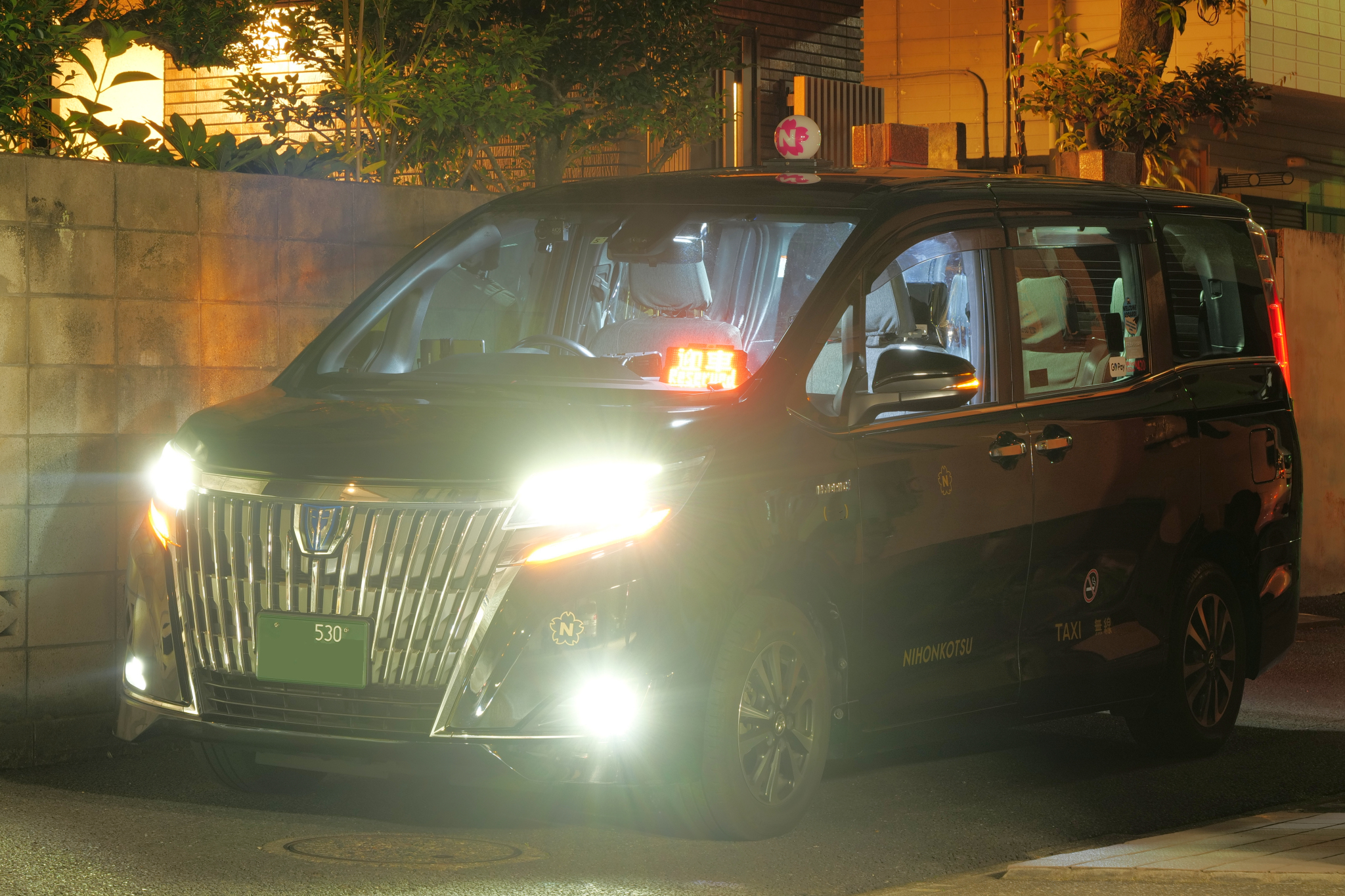
「幸運のタクシー」
桜色（ピンク色）の「桜にN」行灯を搭載している。
（写真はエスクァイア）

日本交通の行灯は、通常青色または金色となっているが、ごく僅かな台数のみピンク色となっている。東京特別区・武三交通圏では約5000台中7台、大阪市域交通圏では約900台中1台で、運が良くないと出会うことができないことから、これを「幸運のタクシー」と称している。
2012年（平成24年）8月に「東京観光タクシードライバー認定制度」がスタートしたのを機会に運行を開始したもので、当該車両の乗客には、乗務員より乗車記念証が手渡される（当初は日本交通グループ3200台のうちの4台、その後4600台のうちの5台に増車）。
なお、この色の行灯はかつて日本交通横浜に存在した女性乗務員専用車（さくらレディース）でも使われていた。

日本交通のタクシー車両
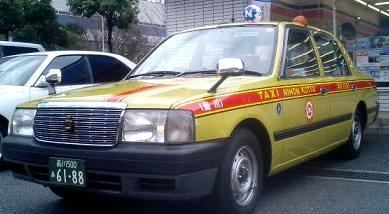
四社カラー（クラウンコンフォート）
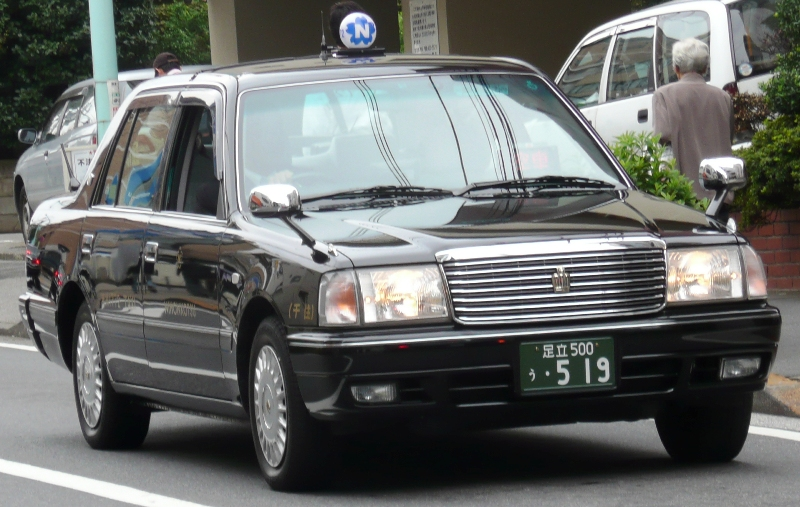
黒タク（クラウンセダン）
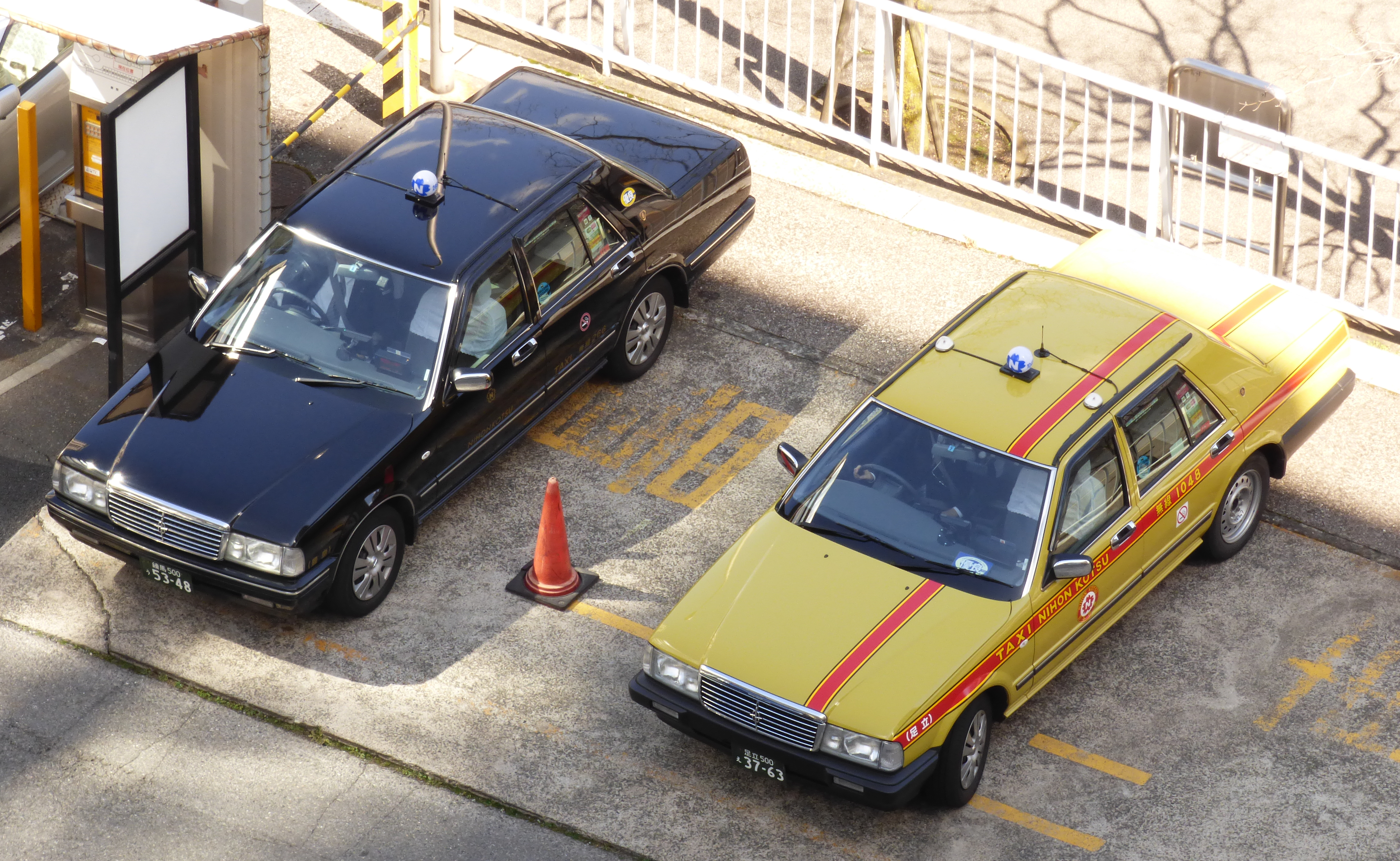
セドリック営業車による黒タク車両（クラシックSV）と四社カラー車両（スーパーカスタム）
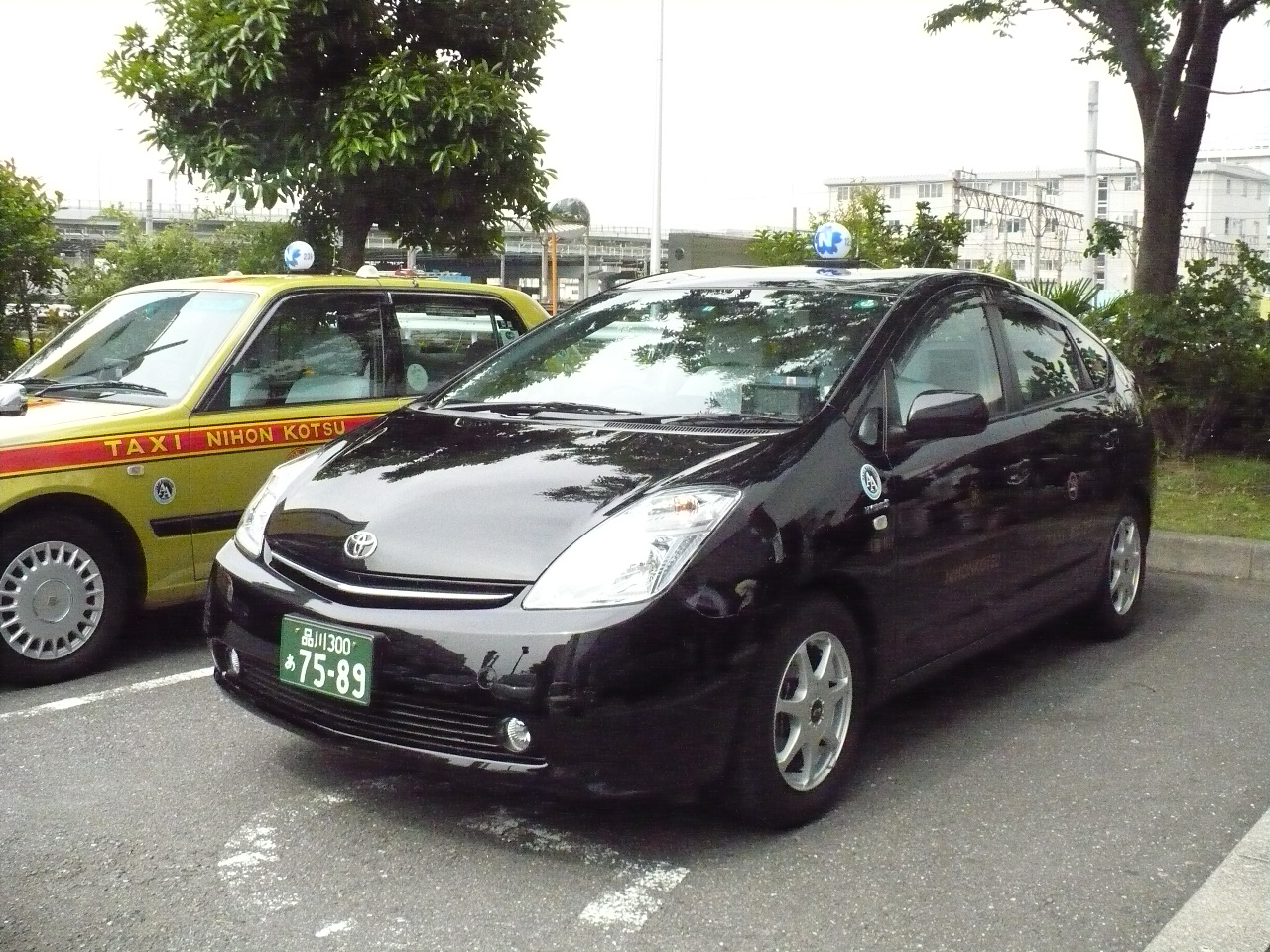
黒タク（プリウス）
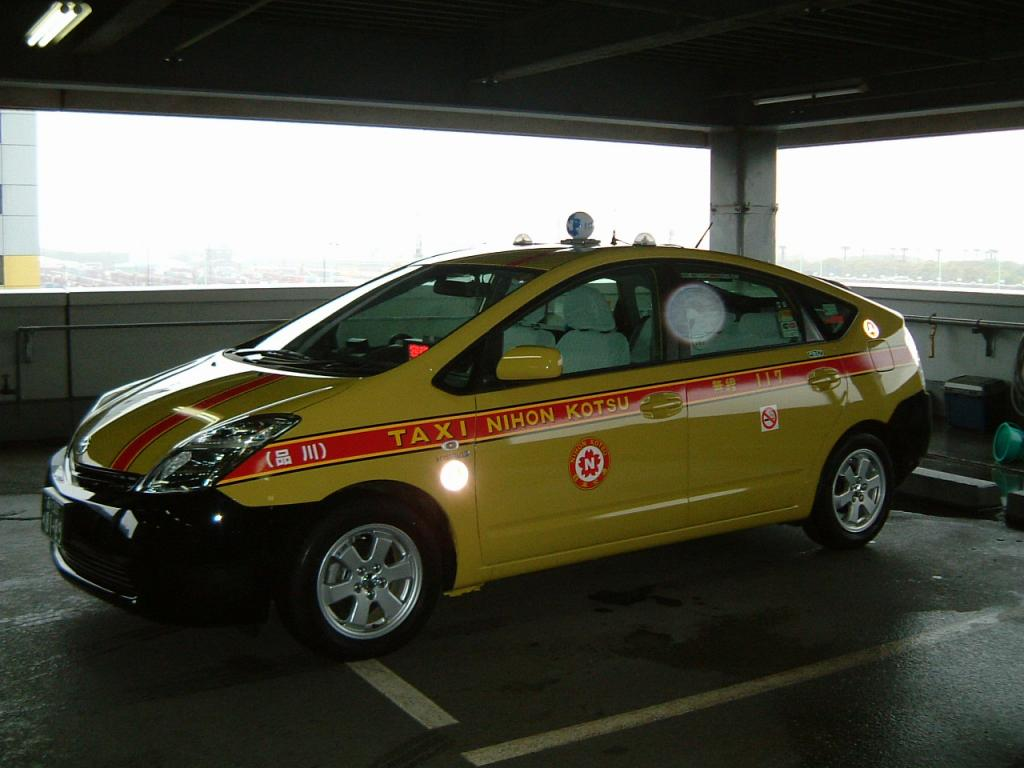
四社カラー（プリウス）
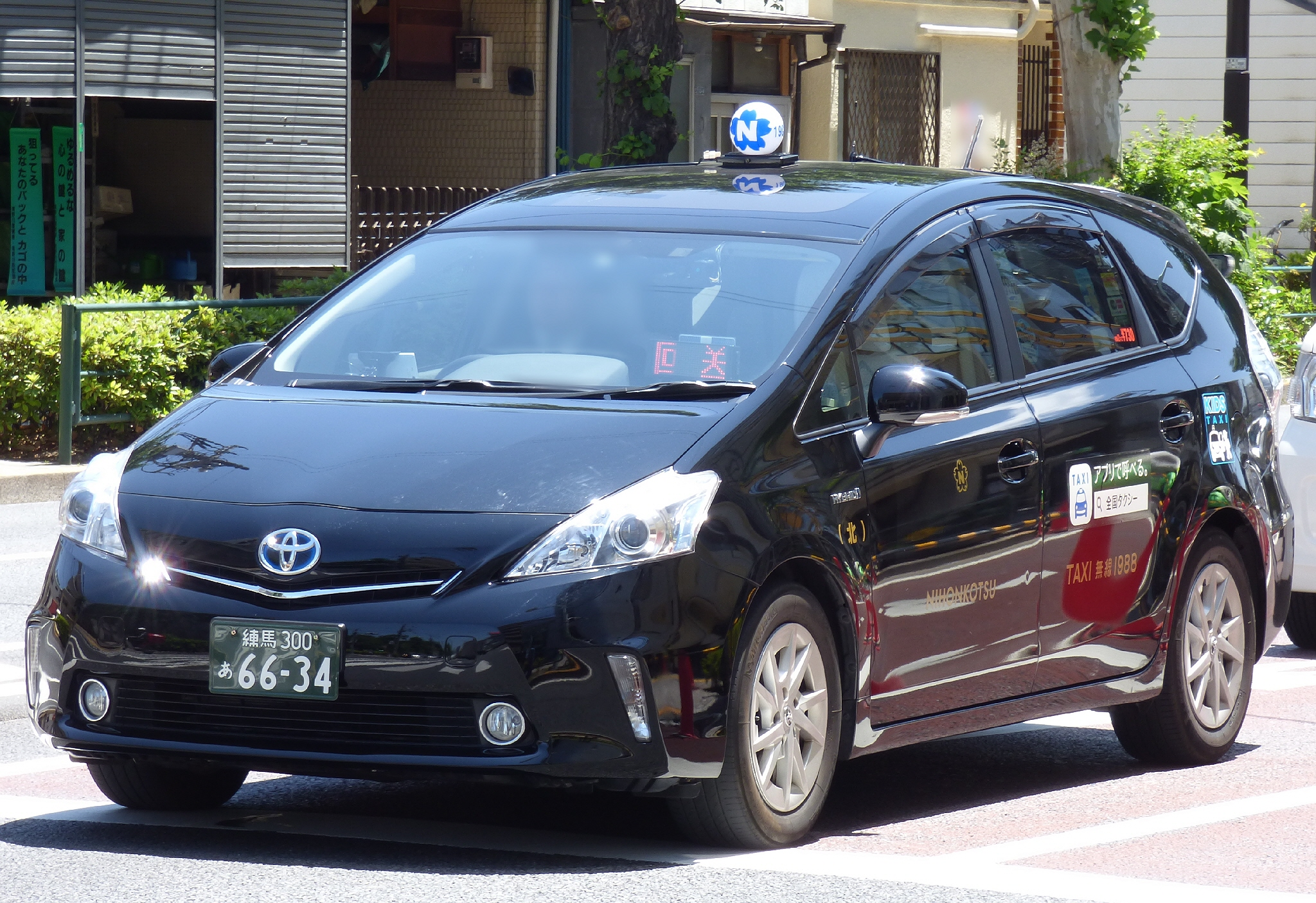
黒タク（プリウスα）
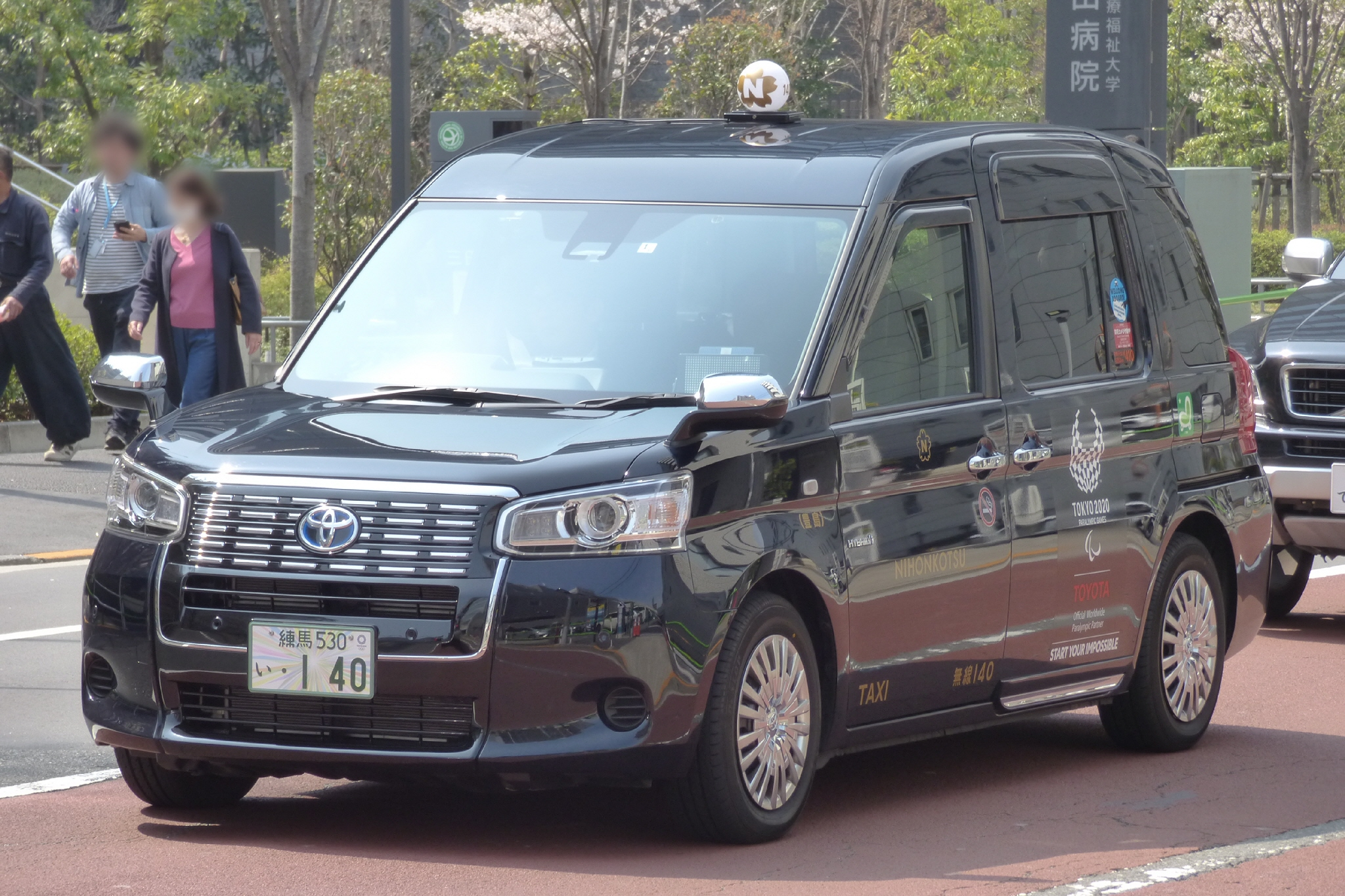
金色行灯車両（ジャパンタクシー）
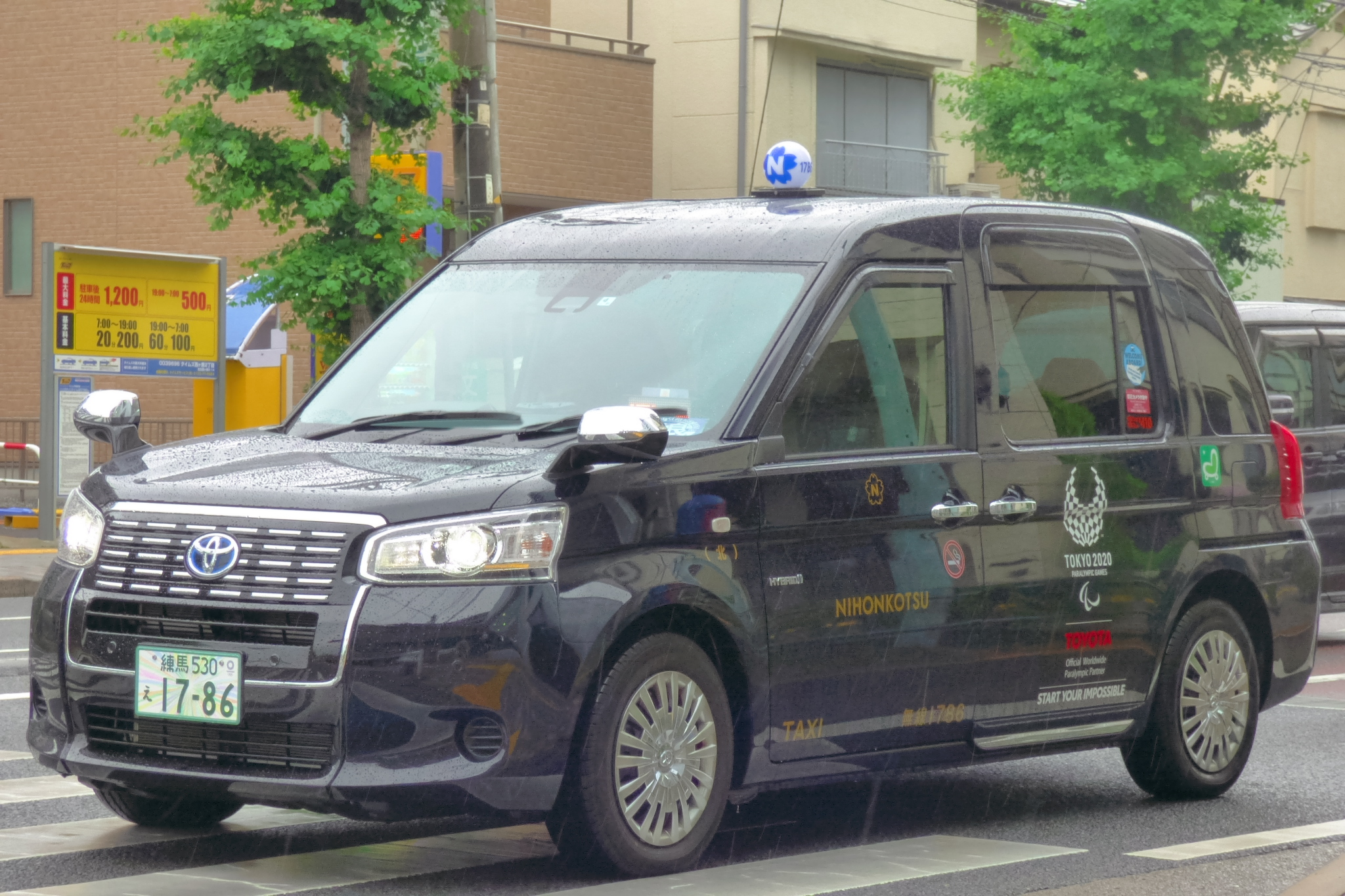
青色行灯車両（ジャパンタクシー）
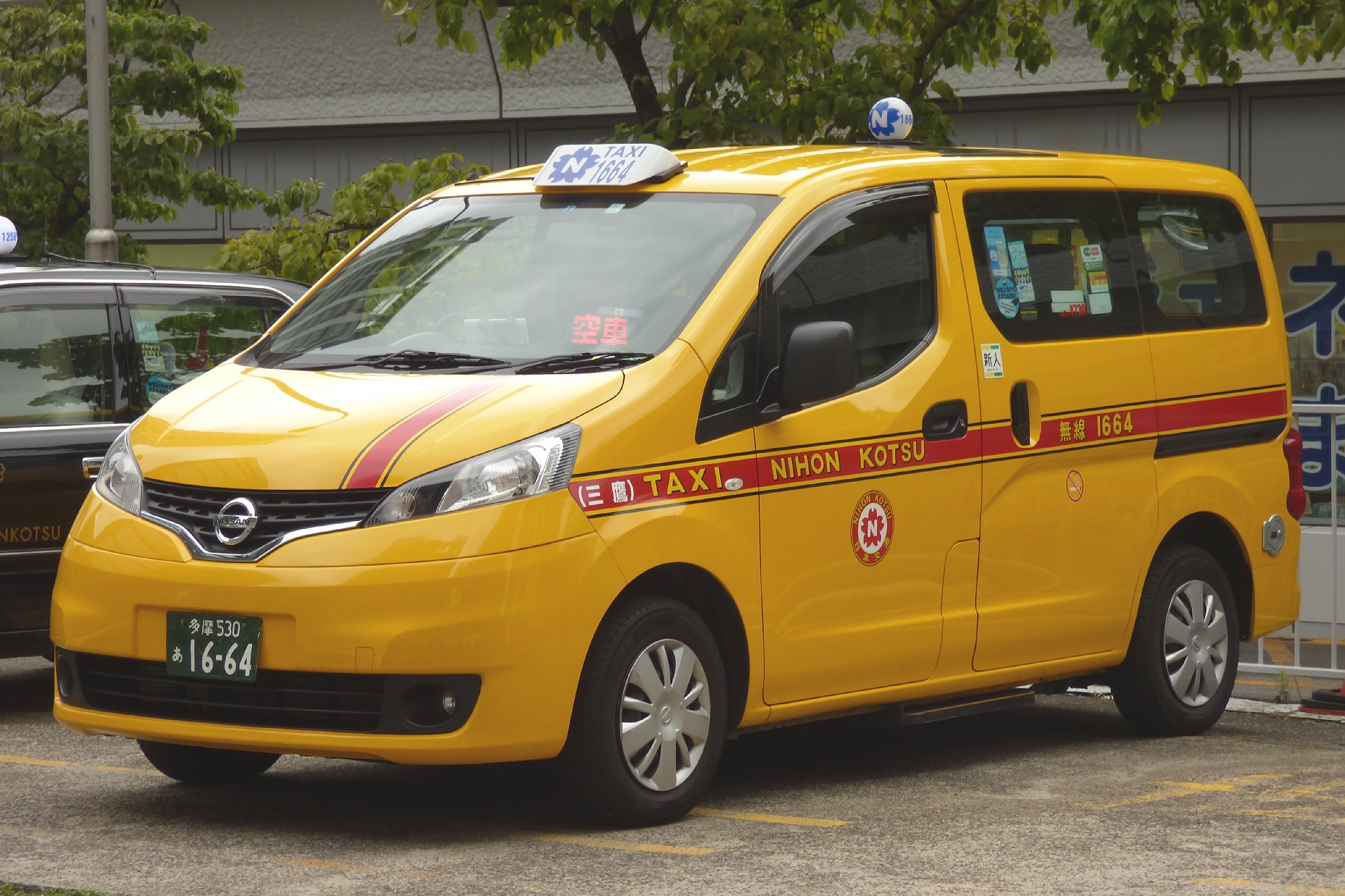
四社カラー（NV200バネット） メーカー標準の車体色をベースにしているので、セダン型より黄色が濃くなっている[注釈 15]。
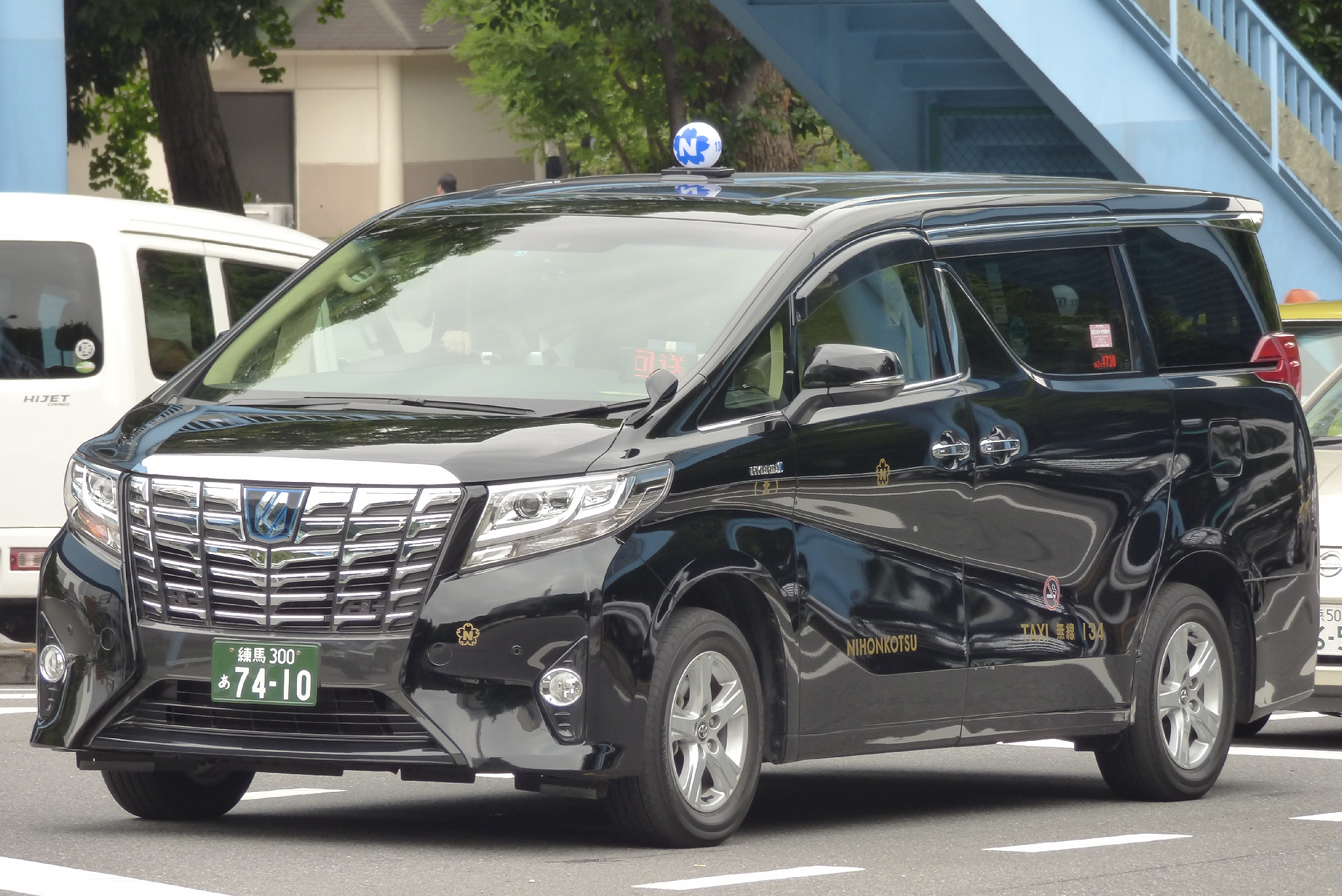
ワゴン車両（アルファード）
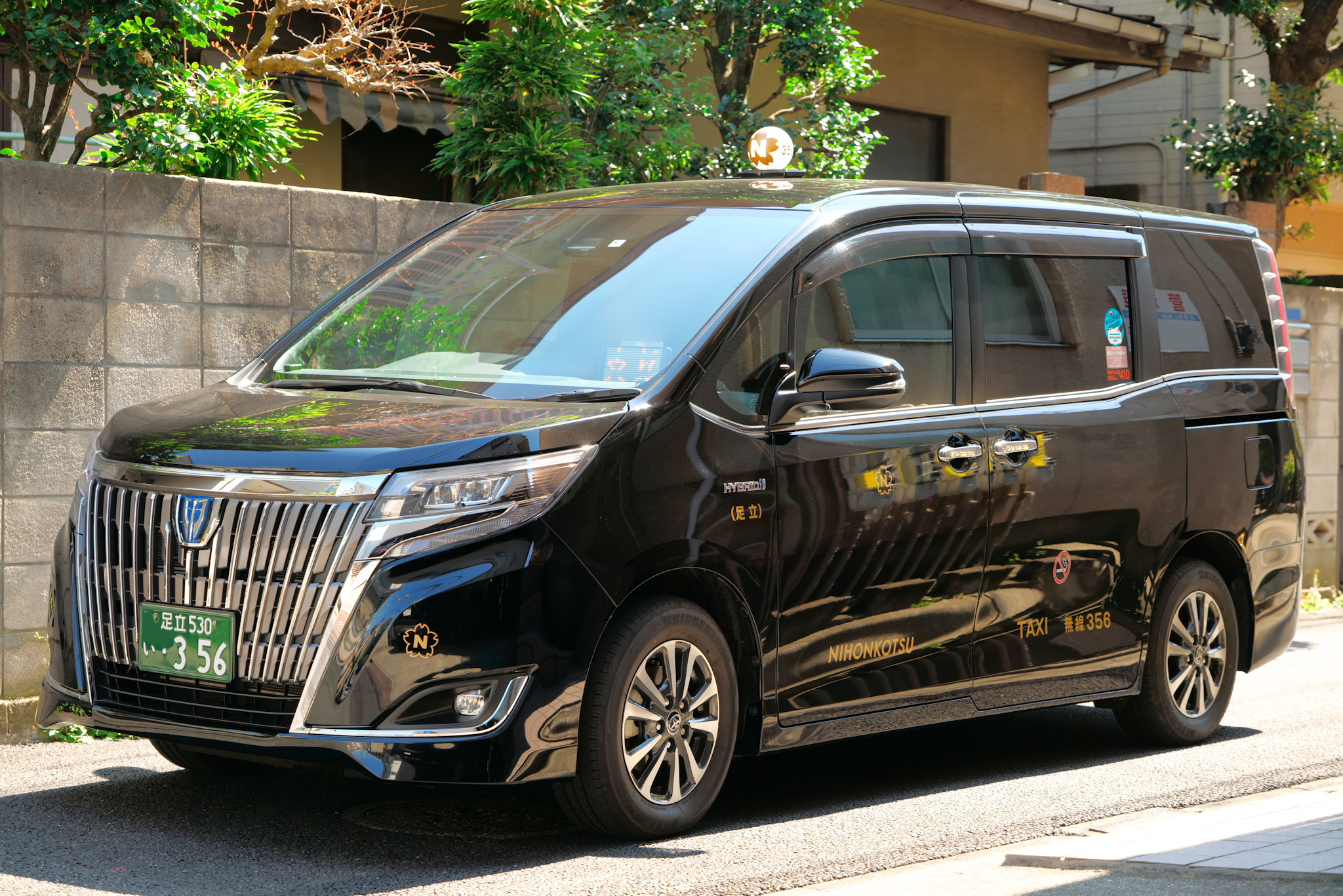
ワゴン車両（エスクァイア）

### 制服
- 2006年（平成18年）10月1日より、乗務員の制服を14年ぶりに一新している。今回のものは、「礼服」をコンセプトとし、ハイヤーや黒タクなどの黒塗り高級車両においても、その場の雰囲気を崩さず高級感が出るようにデザインされた。日本交通としては初めてベストを採用し[注釈 16]て、季節を問わず統一感が出るように配慮されている（後に男性用は廃止）。黒を基調としたもので、上着の左腕とベストの左胸にロゴマークが入っているほか、袖口にボタンが無いのがデザイン上の特徴。また、素材には再生ペットボトルを使用し、環境保全も考慮している。なおデザイナーには、長野・シドニーオリンピック日本選手団公式ユニフォームを手掛けた、大矢寛朗が起用されている。2019年（令和元年）まではディスパッチャー（乗り場係員）はネクタイ違いで乗務員と同じ制服だったが同年に逆にネクタイが同一の別デザインの制服となった。
- 1992年（平成4年）4月[注釈 17]に導入した旧制服は、ネイビーブルーを基調としたスーツ[注釈 18]に、ネクタイに赤いストライプを用いた、若々しさを狙ったものであった。なお当初の女性用は、バスガイド用制服と同様の4つボタンでウエストの絞りのあるジャケットに、男性ネクタイと同じ柄のリボンという、全く異なるデザインのものであったが、1998年（平成10年）に男性用制服に近いデザインにモデルチェンジしている。これは、当時日本交通が女性乗務員を初めて採用した時期であり、そのためバスガイドの制服をベースに準備したものと思われる。しかしその後女性乗務員数が増えるに伴い、アンケートを実施したうえでモデルチェンジするに至った。
- 日本交通における制服は、川鍋自動車商会時代の1936年（昭和11年）4月に導入したのが最初であった。揃いの折目正しい制服・制帽の着用によって乗務員の品位を高めようと制服を制定したもので、緑色のサージ、ダブルの金ボタンつき、帽子は黒の海員帽であった。その後1937年（昭和12年）に東宝自動車に組織改編した際には、上衣を紺、ズボンを霜降りに変更している。1945年（昭和20年）の日本交通発足の際は、12事業者からなる新会社であったため、すぐには制服の統制が出来ず、衣料事情も好転した1951年（昭和26年）1月になって制服貸与規定を制定し、まずは乗務員に制帽を着用させた。そして翌年1月から全員に紺ダブル上下の制服を着用させた。なお、夏は白[注釈 19]の開襟シャツであった。制帽は濃紺の海員帽で、記章には、「桜にN」に月桂樹を金モールであしらい、夏季は白い日覆いをかけるようにした[注釈 20]。

### 社章
- 社章には創業以来「桜」が用いられ、1945年（昭和20年）に日本交通が設立された際に、現在の社章が制定されている。桜が選ばれたのは、日本の国民性の象徴として親しまれていることから、明朗・親切を尊ぶハイヤー・タクシー業にはふさわしいと認められたためと伝えられる。

### ハイ・サービス300選
- 2008年（平成20年）3月に第2回「ハイ・サービス日本300選」を受賞[29] している[注釈 21]。

## 沿革
- 日本交通は、川鍋秋蔵が1928年（昭和3年）4月に1台のハイヤーで営業を開始し、翌年に銀座木挽町において「川鍋自動車商会」を創設したことから始まる[30]。その後は会社組織を変えつつ事業規模を拡張していくが、一貫して「お客様への誠実とサービス」を経営方針の第一としていた。なお日本交通の創業年数は、川鍋秋蔵がハイヤー営業を開始した1928年（昭和3年）4月から数えている。
- 1945年（昭和20年）になって、当時都内約4,000台のハイヤー・タクシーを1,000台ずつ4社に統合する当時の政府の指導（旅客自動車運送事業統合要綱）に基づき、日東自動車を主体に11社1個人で設立されたのが、現在の組織である。

過去の車両（カッコ内は廃止年）
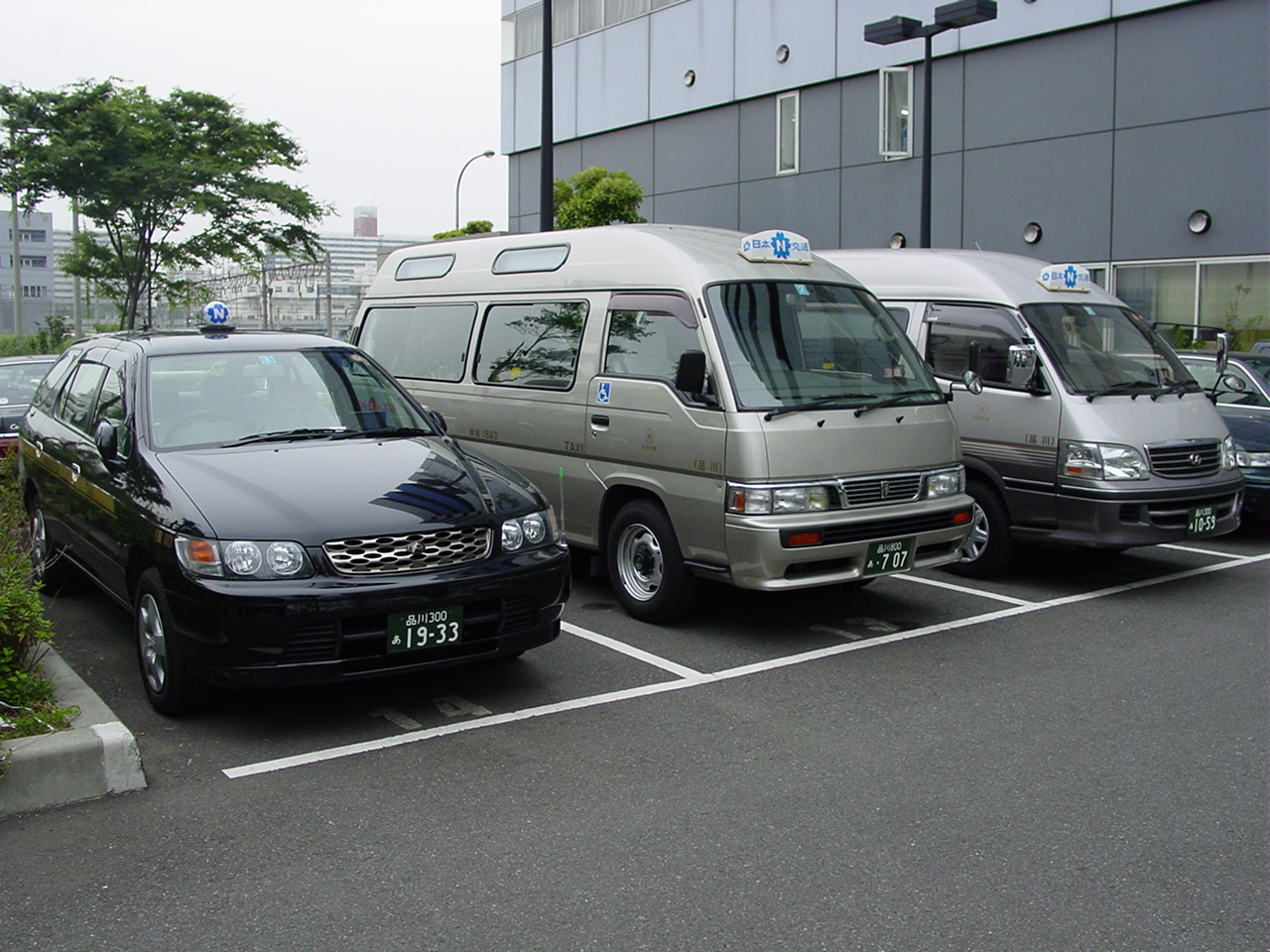
ワゴンタクシー（2004年）、福祉タクシー（2005年）、ジャンボタクシー（2003年）
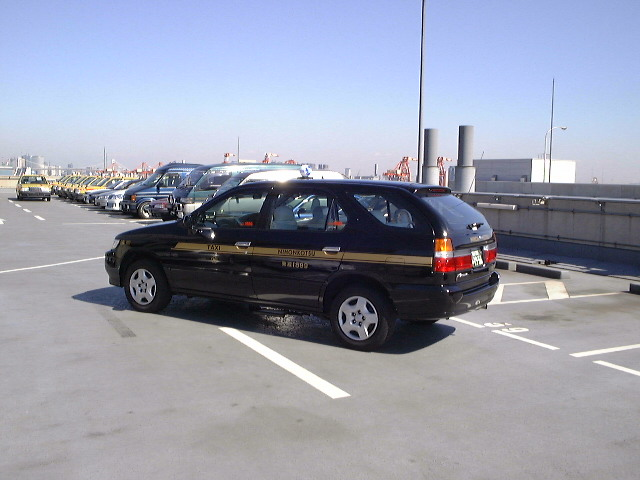
ワゴンタクシー（2004年）

### 創業から日本交通の設立まで
- 1928年（昭和3年）
  - 4月 - 川崎造船所の運転手だった川鍋秋蔵が独立し、ハイヤーの個人営業を開始[注釈 22]。
- 1929年（昭和4年）
  - 6月 - 銀座木挽町において川鍋自動車商会を設立。
- 1931年（昭和6年）
  - 6月 - おりからの不況に対して、大型車6台を売却し小型プリムス10台を購入することで乗り切る。
- 1934年（昭和9年）
  - 7月 - 箱根で6台による夏季営業開始。
- 1936年（昭和11年）
  - 4月 - 初めて制服・制帽を制定する。
  - 11月 - 有楽タクシー、帝国タクシーを買収。
- 1937年（昭和12年）
  - 5月 - 東宝自動車株式会社を設立し、川鍋自動車商会は、同社に一部事業を譲渡。朝日ツーリング、橘自動車商会を買収。
- 1938年（昭和13年）
  - 1月 - 東京横浜電鉄（現：東急）がタクシー会社を統合する目的で東京タクシー株式会社を設立。
  - 4月 - 日東自動車株式会社と改称。川鍋自動車商会は、同社に事業譲渡。日吉自動車商会、松葉自動車商会、出雲自動車株式会社、虎屋自動車商会を買収。
- 1940年（昭和15年）
  - 3月 - 東京タクシー株式会社が民衆タクシー株式会社を合併。
  - 8月 - 日東自動車が、丸宮自動車株式会社、青根自動車、合資会社ヱビスタクシー、一の橋タクシー、千葉自動車、野村自動車、山田自動車を買収。
  - 10月 - 日東自動車がタクシー営業を開始。
- 1942年（昭和17年）
  - 3月 - 日東自動車が池袋相互自動車株式会社を買収。
  - 5月 - 日東自動車が暁相互自動車株式会社を買収。
- 1943年9月 - 日東自動車が大和交通自動車株式会社[注釈 23]、日進相互自動車株式会社、第一相互タクシー株式会社、中央相互タクシー株式会社を買収。
- 1945年（昭和20年）
  - 1月16日 - 日東自動車と東京タクシーを中心に11社1個人が経営統合する覚書を調印。
  - 7月1日 - 覚書を交わした12事業者による共同経営を開始。
  - 12月1日 - 日本自動車交通株式会社を設立し、11社は同社に事業を譲渡。本社は目黒区上目黒（東京タクシー本社所在地）に設置。
  - 12月29日 - 日本交通株式会社と改称。

### 日本交通の設立〜溜池本社時代
- 1947年（昭和22年）
  - 11月 - 本社を西神田へ移転。
- 1949年（昭和24年）
  - 2月 - 日交自動車整備株式会社を設立。
  - 11月 - 愛光自動車株式会社を買収し、横田営業所[注釈 24]とする。横田営業所の15台に、車体に桜のマークを付ける[注釈 25]。
- 1950年（昭和25年）
  - 12月 - 本社を赤坂溜池へ移転。
- 1951年（昭和26年）
  - 1月28日 - 小田原交通株式会社[注釈 26]を箱根交通株式会社と改称し、買収した大箱根自動車株式会社、神奈川県足柄上郡三保村農業会自動車部と統合して営業を開始（箱根地区に進出）。
  - 6月15日 - 日本遊覧自動車株式会社[注釈 27]を傘下に収める。
  - 6月30日 - 東急系持株[注釈 28]のほとんどが川鍋側に移行。川鍋家のオーナー企業となり、日交グループを形成。
  - 7月23日 - 五島慶太に顧問委嘱。
  - 業界で初めて屋上灯を採用。
- 1952年（昭和27年）
  - 4月1日 - 株式会社埼玉タクシー[注釈 29]を傘下に収め、川鍋秋蔵の郷里・大宮地区に進出。
  - 12月 - タクシーに国産のプリンス車を大量採用（130台）したのを期に、タクシーの意匠を統一[注釈 30]し、あんどん（看板灯）を業界で初めて採用した。
- 1953年（昭和28年）
  - 1月 - 立川営業所を開設し、多摩地区に進出。
  - 4月1日 - 日本遊覧自動車から観光バス事業を譲受し、兼営開始。
箱根交通・大宮交通[注釈 31]の事業も併せて譲受し、本社直営とする。
- 1954年（昭和29年）
  - 9月 - 営業課に指導係をおき、指導車（パトロールカー）による乗務員の街頭指導を開始。
- 1956年（昭和31年）12月 - 清和自動車交通株式会社を買収し、目白営業所とする（翌年1月、日本交通タクシー株式会社と改称するが、9月には日本交通に事業統合[注釈 32]）。
- 1958年（昭和33年）6月 - 乗務員としての指導教育の徹底のため、関係法令や運転上注意すべき事項をまとめた「タクシー乗務員勤務心得」を乗務員に配布。
  - 7月 - 興東自動車株式会社を買収する（9月に第一日本交通株式会社と改称）。
  - 12月 - ニュートオキョータクシー株式会社を買収する（翌年に第二日本交通株式会社と改称）。
- 1959年（昭和34年）4月 - 3社を買収（千代田交通株式会社→第三日本交通株式会社、ジャパンキャリエーヂ株式会社→第五日本交通株式会社、東京自動車交通株式会社→第六日本交通株式会社）。傘下の会社も含め車両数1,256台となり、当時としては世界最大規模のタクシー会社[31] となる。
- 1960年（昭和35年）
  - 5月 - 従来は配属営業所において見習乗務員として教育訓練していたものを、教養係を新設し、業界初の試みとして新入乗務員の教育講座を開始（日本交通乗務員養成教育講習会＝通称「日交学校」）。
  - 11月 - 無線タクシー運行開始。
- 1963年（昭和38年） - 日本初のフォークリフト式立体駐車場を木挽町に完成させる（地上13階建、22台が収容可能）。
- 1964年（昭和39年） - LPG車導入。
- 1965年（昭和40年）
  - 2月 - 都民タクシー株式会社を買収し、第七日本交通株式会社と改称。
  - 3月 - 三光自動車株式会社を買収。

### 永田町本社時代
- 1966年（昭和41年）1月 - 本社を千代田区永田町（星ヶ丘ビルディング）に移転。同ビルには共同石油も同居していた。
- 1968年（昭和43年）7月 - 轟交通株式会社を買収し、新小岩営業所とする（翌年、第八日本交通株式会社と改称）。
- 1969年（昭和44年）
  - 暁自動車株式会社を買収し牛込営業所、朝日観光株式会社を買収し上大崎営業所とする。
  - 6月 - 日本交通連合厚生年金基金が発足。
  - 9月 - 松田自動車交通株式会社を買収し練馬営業所とする。
  - 12月 - 富国交通株式会社を買収し、第十日本交通株式会社・花畑営業所とする。練馬営業所を常盤台営業所へ移転改称。
- 1970年（昭和45年） 
  - 「ありがとうキャンペーン」として、タクシー業界のイメージアップキャンペーンを開始。
  - 日都交通株式会社を買収し常盤台営業所へ集約。
  - コンドルタクシーグループより第二コンドルタクシー株式会社を買収し三鷹営業所、東京相互タクシー株式会社を買収し飯田橋営業所（春日町営業所）とする。
- 1977年（昭和52年） - 子会社として株式会社日交計算センターを設立。
- 1978年（昭和53年）7月 - 常盤台・千住に新営業所を開設し、大曲・早稲田・牛込・池袋・小石川・春日町・亀戸・新小岩・花畑営業所を集約。
- 1980年（昭和55年）7月 - 小型タクシーを導入[注釈 33]。2001年には小型タクシーの営業を終了した[注釈 34]。

### 赤坂本社時代
- 1980年（昭和55年）8月 - 本社を港区赤坂に移転。
- 1983年（昭和58年）
  - 5月 - TQC導入宣言。
  - 9月30日 - 川鍋秋蔵逝去、享年84。
  - 10月、川鍋達朗が代表取締役社長に就任。
- 1984年（昭和59年）11月 - TQCによるサービス品質の標準化と水平展開の活動として「2151（ニッコウイチバン）大作戦」を開始する。
- 1986年（昭和61年）8月 - 小田原地区を小田原日交株式会社（現：日本交通小田原）に分社。
- 1989年（平成元年）
  - 6月 - 運行管理請負を営業開始。
- 1990年（平成2年）
  - 2月 - 英語社名を“NIPPON KOTSU”から“NIHON KOTSU”に変更。
  - 11月 - 稲城中央交通有限会社を買収。1991年4月に多摩日交有限会社に商号変更。
- 1991年（平成3年）
  - 7月 - 日米美術協会主催の美術展「Srange Adstraction―現代アメリカの先鋭たち」を協賛。
  - 8月 - 「第3回世界陸上競技選手権大会」を協賛。
- 1992年（平成4年） - 株式会社日交計算センターを株式会社日交データサービスに商号変更。
- 1996年（平成8年）
  - 3月 - 中央無線（現：信和事業）に加盟していたこだま交通株式会社[注釈 35]を営業譲受される。
  - 5月 - ハイヤー乗務員に救命技能訓練を実施。
- 1997年（平成9年）
  - 7月 - 立川地区を立川日交株式会社（現：日本交通立川）に、さいたま地区を埼玉日交株式会社（現：日本交通埼玉）にそれぞれ事業譲渡。
  - 3月 - 品川区八潮に営業所を集約し、品川営業所を開設。
- 1998年（平成10年）
  - 6月 - 観光バス事業を日本交通観光バス株式会社に事業譲渡。
  - 3月 - 日交埼玉のタクシー78台で電子マネー実験。
- 2000年（平成12年）
  - 2月 - 品川営業所で福祉タクシー1台を導入。
  - 6月 - タクシー無線の顧客登録配車システムを導入。
  - 7月 - 株式会社日交マイクルを設立。ミニバンを用いた新型会員制ハイヤー及びリムジンタクシーの「My Crew」（マイクル）の営業を開始。
  - 9月 - 東急グループから正式に離脱。
- 2001年（平成13年）
  - 10月 - ハイヤー営業所を集約し、中央営業所を開設。
  - 9月 - 「黒タク」導入。
  - 10月 - 愛宕グリーンヒルズに日本交通専用のタクシー乗り場を開設。

### 品川本社時代
- 2002年（平成14年）
  - 5月 - 本社を品川区八潮へ移転。
- 2003年（平成15年）
  - 3月 - 日本交通多摩有限会社[注釈 36]が日本交通立川株式会社に事業譲渡。
  - 4月[注釈 37] - 無線電話に英語専用ダイヤル「Taxi English Phone」開設。
- 2004年（平成16年）
  - 6月 - 日交マイクルを経営統合して一般ハイヤー・タクシー事業に吸収。
  - 11月 - ハイヤー新橋営業所を銀座営業所へ統廃合。
- 2005年（平成17年）
  - 4月 - 共同無線（現・日の丸自動車グループ）に所属していた東洋交通[33]、EM自交無線（現・EM無線）に所属していた睦交通と業務提携。
  - 5月 - 東京相互無線に所属していた扇橋交通、EM自交無線に所属していた三和交通東京営業所と業務提携。
  - 7月 - 藤田無線グループ各社（春駒交通[34]、日立自動車交通第二、日立自動車交通第三[35]、ライオン交通）、新規開業したワイエム交通と業務提携。
  - 8月 - 川鍋一朗が代表取締役社長に就任、川鍋達朗は会長に就任。
  - 8月31日 - 川鍋達朗逝去、享年67。
  - 9月 - 日本交通埼玉、三鷹営業所が移転。日本交通観光バスを売却。
  - 11月 - 赤羽営業所を開設。
  - 12月 - 日本交通立川が移転。
- 2006年（平成18年）
  - 1月 - グランドハイアット東京の宿泊ゲスト専用のハイヤーとして、ポルシェ・カイエンを導入。
  - 2月 - 藤田無線閉局に伴い、無線受注を引き継ぐ。
  - 4月 - タクシーにアイドリングストップ機能付車両を導入開始。国際自動車と共同でJR東日本のSuica導入を発表。
  - 5月 - 常盤台営業所が池袋サンシャインシティへ移転し、池袋営業所に名称変更。千住営業所が移転。
  - 6月 - 日本交通が分社化。同時に第十日本交通は日本交通に事業譲渡。
  - 8月 - 監査室、事業開発部を設置。
  - 11月 - ハイヤーお茶の水営業所を赤坂営業所に統廃合。
- 2007年（平成19年）
  - 7月、東洋交通の全株式を創業者の西村家より取得。
- 2008年（平成20年）
  - 3月 - 第2回「ハイ・サービス日本300選」を受賞。
  - 8月 - NASVAネットを導入。
  - 10月 - 東京無線に所属していた蔦交通の全株式を取得。フランチャイズ化は2009年4月から。タクシー車両にトヨタ・プリウスを本格導入（2009年2月にかけて130台を代替）。
- 2009年（平成21年）
  - 3月 - ドコモID及びQUICPay決済サービスを開始。
  - 7月 - 独自営業だった陸王交通と業務提携[36]。
  - 8月 - ハイヤー日比谷営業所を中央営業所に統廃合。ベタープレイス・ジャパンと共同で、電気自動車（EV）バッテリー交換のタクシー向け実証実験を始めることを発表。
- 2010年（平成22年）
  - 2月 - 新規開業した美輝タクシーの全株式を取得[注釈 38]。
  - 3月 - 東京四社営業委員会発行のタクシー専用プリペイドカード「タプリカード」の決済サービスを開始。
  - 4月 - チェッカーキャブに所属していたすばる交通と業務提携。同じくチェッカーキャブに所属していた大国自動車交通の全株式を取得。
  - 5月 - 都内タクシー無線配車受付を全回線IVR（全自動）化。

### 赤羽本社時代
- 2010年（平成22年）
  - 6月 - 本社を北区浮間[注釈 39] へ移転。
  - 7月 - 共同無線に所属していたキャピタルオート、キャピタルモータース、日生交通[37] と業務提携。
  - 7月 - 銀座営業所が移転。これに伴い銀座営業所専用乗り場を廃止。
  - 8月 - EM自交無線に所属していた恵豊自動車交通と業務提携。
  - 10月 - 東京四社営業委員会発行のタクシー専用プリペイドカードの決済を、日本交通埼玉でもサービス開始する。自社無線で営業していた睦交通傘下の羽田交通[注釈 40]と業務提携。羽田空港定額タクシーのサービスを開始。タクシー新木場営業所および工場を新設。
  - 11月 - インターネットからの羽田空港定額タクシー予約受付を開始。
  - 12月 - 品川営業所が移転。
- 2011年（平成23年）
  - 1月 - iPhone向け「日本交通 タクシー配車」アプリを配布開始。
  - 3月 - 日本交通埼玉、日本交通小田原で、電気自動車（日産・リーフ）によるタクシーの営業を開始。
  - 4月 - タクシーをウェブサイトから予約できる「タクシーWEB予約」を開始。
  - 4月 - スマートフォン向け「日本交通 タクシー配車」アプリに「料金検索」「お送り先指定」機能が追加される。
  - 8月 - エキスパート・ドライバー・サービス（EDS）を開始[注釈 41]。
  - 9月 - スマートフォン向け「日本交通 タクシー配車」アプリに「予約」機能が追加される。
  - 12月 - スマートフォン向け「全国タクシー配車」アプリをリリース。
- 2012年（平成24年）
  - 1月 - 東洋交通が東京無線に所属していた東武グループの東武興業安全タクシーを買収し、練馬営業所とする。
  - 3月 - 無線基地局が国際新赤坂ビルから東京スカイツリーに移転。
  - 5月 - 「陣痛タクシー」サービスを開始。
  - 6月 - 相鉄グループの相鉄自動車株式会社の全株式を譲受し、「日本交通横浜株式会社」に商号変更。
  - 7月 - LPG改造「プリウスα」を導入。
  - 12月 - スマートフォン向け「日本交通タクシー配車」アプリで、「ネット決済」を開始。
- 2013年（平成25年）
  - 2月 - 観光タクシー専用車として「プリウスα」樹脂パノラマルーフ付き車両が稼働開始。東洋交通練馬営業所が日交練馬に改称。
  - 4月 - 神奈川県横浜市の天台交通および平成交通の営業権を新天台交通として取得。
  - 6月 - 羽田交通が親会社の睦交通のタクシー部門を吸収合併。
  - 10月 - 群馬県前橋市の東洋タクシーの営業権を取得[39]。
  - 10月 - 新天台交通を日本交通横浜株式会社戸塚営業所に改称。
  - 11月 - 非無線で営業していた東京ひかり交通の営業権を取得[40]。
- 2014年（平成26年）
  - 1月 - 京成グループの千葉県館山市の館山中央交通の営業権を取得[注釈 42]。
  - 3月 - 大阪府に「東京・日本交通株式会社」[注釈 43]を設立。
  - 6月 - 富士交通有限会社（町田市鶴川）の営業権を取得し、富士交通株式会社を設立。
  - 7月 - すばる交通の子会社で独自営業していた東京ワールド交通と業務提携。
  - 12月
    - 大和自動車グループと提携し中央無線（現・信和事業）に所属していた金龍自動車交通の営業権を取得、「日交足立株式会社」へ商号変更[43]。
    - 富士交通を日本交通立川に合併。
- 2015年（平成27年）
  - 1月6日 - LINEと業務提携し、スマートフォンアプリ「LINE TAXI」によるタクシーの配車サービスを開始[44]。
  - 2月 - 日本交通立川の稲城営業所を旧・富士交通に移転統合し南多摩営業所とする[注釈 44]。
  - 3月18日 - 日立自動車交通第二、日立自動車交通第三の親会社である日立自動車交通と業務提携。
  - 6月
    - 羽田交通、ワイエム交通、および東京無線に所属する伊達交通の営業権を取得。伊達交通はその後廃止。
    - EM無線[注釈 45] に所属していた梅田交通グループおよびイースタンモータースグループの新東京ドライバーズが「東京梅田交通」に改称し、同社と業務提携[45][注釈 46]。
    - 株式会社未来都（本社：大阪府門真市）の京都市域交通圏の事業を譲受し、子会社である「東京・日本交通」に併合、京都府へ進出。

  - 8月1日 - 株式会社日交データサービスをJapanTaxi株式会社に商号変更。
  - 10月 - 同年8月より社外取締役を務めていた知識賢治（前テイクアンドギヴ・ニーズ社長）が代表取締役社長に就任。川鍋一朗は代表取締役会長となる。
  - 11月 - 美輝タクシーが日交足立を吸収合併し、日交美輝となる[47]。
  - 12月10日 - Yahoo! JAPANと業務提携し、スマートフォンアプリによる、タクシーの配車サービスを開始[48]。

### 紀尾井町本社時代
- 2016年（平成28年）
  - 3月
    - 本社を千代田区紀尾井町へ移転[広報 1][注釈 47]。
    - 大阪のさくらタクシーを傘下に入れる[広報 2]。

  - 10月 - 飛鳥交通と業務提携、東京無線に所属する都内の飛鳥交通グループ会社の車両は2017年1月より順次仕様を変更[広報 3]。
- 2017年（平成29年）
  - 1月27日 - 東京地区の約3500台で、アリババ（阿里巴巴集団）のアリペイによるタクシーのスマートフォン決済サービスを開始[49]。
  - 2月1日 - 信和事業に所属していた昭栄自動車、改進タクシー、日日交通と業務提携[50]。
  - 3月1日 - サンキュー無線（多摩サンキューナビ無線、現在はつくば観光交通およびつくば福祉輸送の自社無線）に所属していた飛鳥交通多摩国立営業所と業務提携[広報 4]。
  - 5月1日 - 日本交通立川の南多摩営業所無線室を立川の本社無線室に統合集約[広報 5]。
  - 5月31日 - 兵庫県神戸市東灘区の東亜タクシー、オーシャン交通の営業権を取得[広報 6]。
- 2018年（平成30年）
  - 2月 - 館山中央交通が廃業。
  - 2月5日 - 神奈川県のアイシスコーポレーションと業務提携[広報 7]、同社傘下の京浜ハイヤー、スタジアム交通、ワールド交通のタクシーがグループ化される。
  - 4月9日 - 兵庫県尼崎市の尼崎工都タクシー、川西オーシャン交通の営業権を取得[51]。
- 2019年（平成31年・令和元年）
  - 1月
    - 千葉県のシーサイドホールディングス（旧：松崎交通グループ）[注釈 48] を買収し松崎交通（成田市東和泉・大田区城南島）と同進交通（板橋区坂下）の経営権を獲得。
    - 春駒交通のタクシー事業の営業権を取得。春駒交通は都内の日本交通の関連会社[52][53] と菅生パーキングエリア下り線を営業する会社[54][55] に分割された[注釈 49]。

  - 2月 - 三洋商事（板橋区西台）から64台の車両を取得[56]、三洋商事はタクシー事業から撤退。
  - 3月29日 - 京王グループの京王自動車より京王自動車京浜を取得、同社横浜・川崎の両営業所を日本交通横浜の保土ヶ谷・川崎の両営業所とする。
  - 8月 - 改進タクシーの営業権を取得。
  - 11月16日 - 春駒交通の練馬営業所を同本社営業所に統合。同社練馬営業所跡に日交練馬が移転。
  - 11月17日 - 国際自動車による買収（同年8月26日）に伴いライオン交通との業務提携を解消。
  - 12月3日 - 恵豊自動車交通の営業権を取得。
- 2020年（令和2年）
  - 日時不詳 - ワールドタクシー（江戸川区宇喜田町）より10台の車両を取得、ワールドタクシーはタクシー事業から撤退。
  - 4月1日 - JapanTaxi株式会社がディー・エヌ・エー（DeNA）のタクシー配車アプリ（MOV）等の部門を統合し株式会社Mobility Technologiesに商号変更。同時に同社はディー・エヌ・エー（DeNA）との合弁となる。
  - 4月25日 - タクシーデリバリーサービスの営業を開始。
  - 6月1日 - EM無線[注釈 45]に所属していた梅田交通グループおよびイースタンモータースグループのイースタンハイヤーと業務提携。
  - 6月16日 - 東亜オーシャン交通が東京・日本交通に改称（神戸営業所）。従前の東京・日本交通神戸営業所を事実上統合。
  - 7月13日 - イースタンハイヤーが東京梅田交通第二に改称。
  - 8月13日 - 松崎交通東京営業所及び同進交通を江戸川区臨海町に移転。うち同進交通は登記上の所在地を北区浮間に移転し日本交通に改称（葛西営業所）、「新卒採用乗務員のみの営業所」として8月18日より運行開始[広報 8]。
  - 8月31日 - 代表取締役社長 知識賢治が退任し、後任として常務執行役員管理部長・若林泰治が代表取締役社長に就任する[57]。
  - 10月12日 - 新型コロナウイルス感染防止対策を強化したコンセプトカー「ニューノーマルタクシー」の試験運行を開始。
  - 11月20日
    - 東京無線に所属していた昭和自動車と業務提携[広報 9][58]。
    - 川西オーシャン交通の営業権を日の丸ハイヤーに譲渡。
- 2021年（令和3年）
  - 1月15日 - 池袋営業所及び池袋整備場を板橋区板橋（東武鉄道下板橋独身寮・社宅跡）に移転、板橋営業所及び板橋工場に改称し1月16日より運行開始。
  - 3月1日 - 両備グループ[注釈 50] のイースタンエアポートモータース[注釈 51] の全株式を取得。また、2月12日に同グループのハロー・トーキョーの営業権について譲渡譲受の認可を申請[広報 10]。
  - 5月12日 - チェッカーキャブに所属していた互助交通の営業権をワイエム交通に譲渡譲受する認可を申請[広報 11]。
  - 5月20日
    - 尼崎工都タクシーの営業権を日の丸ハイヤーへ、東京・日本交通の堺営業所の営業権を明星交通へそれぞれ譲渡。
    - チェッカーキャブに所属していた平和自動車交通と業務提携[広報 12]。同社は同月28日に脱退届を提出[広報 12]。

  - 5月31日 - ハロー・トーキョー本社営業所が日本交通枝川営業所として運行開始（出陣式は5月19日に開催）[広報 13]。
  - 6月21日 - チェッカーキャブに所属していた国際交通（横浜市磯子区岡村、平和自動車交通の子会社）の営業権を日本交通横浜に譲渡譲受する認可を申請[広報 12]。
  - 8月16日 - 東京・日本交通京都営業所の全株式をアサヒタクシー（福山市）に譲渡[59]。
  - 8月17日 - 互助交通より譲渡された営業権による車両が稼働開始[広報 14]。
  - 9月10日 - ナショナルタクシー（大阪市）の全株式を取得し子会社化[60]
  - 11月16日 - 日本交通枝川営業所をハロートーキョー本社営業所として分割（新法人の登記は10月18日）。
  - 12月16日 - ワイエム交通錦糸町営業所および南砂営業所を互助交通錦糸町営業所および南砂営業所として分割（新法人の登記は12月6日）。
  - 12月17日 - 東京・日本交通梅田営業所を開設[広報 15]。
  - 時期不詳 - 松崎交通東京営業所を廃止。ハロートーキョー成田空港営業所を廃止し松崎交通本社営業所に統合。
- 2022年（令和4年）
  - 1月 - 互助交通南砂営業所を廃止[注釈 52]。
  - 1月13日 - 東京無線に所属していた東京ウエスターン交通株式会社の営業権を譲受。
  - 1月31日〜2月中旬 - ナショナルタクシーを日本交通仕様に移行[広報 16]。
  - 2月18日 - 日本交通立川の南多摩営業所を飛鳥交通多摩へ、飛鳥交通多摩の国立営業所（日本交通と提携し日本交通立川と無線を統合）を日本交通立川へそれぞれ譲渡譲受する認可申請をする[広報 17]。
  - 3月1日 - 日本交通横浜の子会社である旭交通を日本交通横浜の平塚営業所に改組。
  - 3月23日 - 大阪小豆島タクシーグループのコスモキャブ大阪が東京・日本交通と業務提携（関西初となる業務提携）。同年6月頃「日本交通グループ関西」としての営業を開始[広報 18]。
  - 4月21日 - 梅田交通クループの毎日タクシーが東京・日本交通と業務提携。同年5月23日「日本交通グループ関西」としての営業を開始[広報 19]。
  - 6月16日
    - 飛鳥交通多摩の国立営業所を日本交通立川の国立営業所として譲受。日本交通立川の南多摩営業所を飛鳥交通多摩の鶴川営業所および稲城営業所として譲渡。これらに伴い飛鳥交通多摩との業務提携を解消、同社鶴川・稲城の両営業所は飛鳥交通グループの自社無線へ移行。
    - 東栄興業株式会社（横浜市青葉区新石川）の世田谷営業所（世田谷区喜多見）の営業権を葛西営業所とワイエム交通が譲受。

  - 7月22日 - 飛鳥交通第七大森営業所が大田区大森南から同区東糀谷[注釈 53] へ移転[61]。
  - 12月24日 - チェッカーキャブに所属していた八洲自動車と業務提携（2023年1月新規加盟）[62]。これに先立ち出発式を行う[広報 20]。
- 2023年（令和5年）
  - 1月12日 - チェッカーキャブに所属していたミツワ交通と業務提携[広報 21]。
  - 1月26日 - チェッカーキャブに所属していた東京合同自動車と業務提携[広報 22]。
  - 2月1日 - ハロートーキョーが互助交通を吸収合併。旧・互助交通は同社の錦糸町営業所となる。
  - 2月7日 - 葛西営業所を江戸川区臨海町から同区北葛西に移転[広報 23][注釈 54]。
  - 2月9日 - チェッカーキャブに所属していた洲崎交通と業務提携[広報 24]。
  - 2月14日 - チェッカーキャブに所属していた毎日タクシーと業務提携[広報 25]。
  - 2月15日 - 日本交通立川の無線配車室を日本交通の無線センターに統合集約[広報 26][広報 27]。
  - 2月16日 - 日本交通埼玉の無線配車室を日本交通の無線センターに統合集約[広報 28][広報 27]。
  - 2月20日
    - 日本交通横浜のうち京浜交通圏の無線配車室を日本交通の無線センターに統合集約[広報 27]。
    - ハロートーキョーが錦糸町営業所を江戸川区臨海町[注釈 55] に移転。

  - 2月21日 - チェッカーキャブに所属していた国光自動車と業務提携[広報 29]。
  - 2月22日 - 日本交通横浜のうち京浜交通圏以外の無線配車室を日本交通の無線センターに統合集約[広報 27]。
  - 2月23日 - チェッカーキャブに所属していた栄泉交通と業務提携[広報 30]。
  - 2月27日
    - 東洋タクシーの無線配車室を日本交通の無線センターに統合集約[広報 31][広報 27]。
    - ハロートーキョーが本社営業所を江戸川区臨海町[注釈 55]に移転し、同社の旧・本社営業所は枝川営業所となる。

  - 3月7日 - タクシーアプリ『GO』を展開する株式会社Mobility Technologies（当時）と合同でアプリ注文のみを受け取る車両「GO Reserve（ゴーリザーブ）」とその車両に乗務し、供給不足になる特定の時間帯やエリアをカバーするための乗務員「GO Crew（ゴークルー）」を順次稼働[広報 32]。
  - 3月31日 - チェッカーキャブに所属していたリボンタクシーの営業権を大国自動車交通が譲受し、千石営業所を開設[63]。
  - 4月1日 - 株式会社Mobility TechnologiesをGO株式会社に商号変更。
  - 4月6日 - 日本交通出身者による個人タクシーに対する業務提携を開始[広報 33]。
  - 5月1日 - リボンタクシーより譲渡された営業権による車両が稼働開始[広報 34]。
  - 5月19日 - 千住営業所および千住工場が足立区千住関屋町から同区足立に移転（出発式は5月22日に開催）[広報 35]。
  - 7月16日 - 日本交通立川の国立営業所を同社立川営業所に統合[広報 36]。
  - 9月21日 - 梅田交通グループで関西ハイタク事業協同組合（関協）に所属していた毎日交通が東京・日本交通と業務提携[広報 37][広報 38]。
  - 12月19日 - SMARTが東京・日本交通と業務提携[広報 39][広報 40]
- 2024年（令和6年）
  - 2月16日 - EM無線の無線業務を引き継ぐ[64]。
  - 2月末 - 東京ワールド交通が江戸川区中葛西から江東区有明に移転。
  - 3月1日 - 大国自動車交通千石営業所をリボン交通として分割（新法人の登記は2月9日）[広報 41]。
  - 4月23日 - ハロートーキョーが枝川営業所を江東区冬木に移転し、門前仲町営業所とする[65]。
  - 4月26日 - 東京ひかり交通を大田区南蒲田に移転し日交ひかりに改称[広報 42]。
  - 5月1日 - 東京・日本交通が関西中央グループの高槻交通、茨木高槻交通、ユタカ中央交通、関西中央第一、関西中央旅客守口の営業権を譲受[広報 43]。
  - 7月16日 - ナショナルタクシー放出営業所を大阪市高速電気軌道（大阪メトロ）が買収[66][広報 44]。同社はタクシー業に初進出。新社名は OMタクシー[67]。
  - 7月22日 - 梅田交通グループの三和交通（本社：神戸市東灘区）が東京・日本交通と業務提携[68][広報 45]。
  - 8月16日 - 梅田交通グループおよびイースタンモータースグループのカナガワ交通株式会社イースタン（本社：横浜市栄区）と向ヶ丘交通株式会社イースタン（本社：川崎市高津区）が日本交通横浜と業務提携[広報 46][広報 47]。
- 2025年（令和7年）
  - 1月15日 - チェッカーキャブおよび東京無線に所属していた一越観光から恵豊自動車交通が営業権を譲受し世田谷営業所を開設。
  - 3月31日 - 東京バスグループの大阪バスから大バス太平タクシーおよび大バス米運タクシーの全株式を取得し東京・日本交通（守口第一）および東京・日本交通（守口第二）として承継[広報 48]。
  - 4月9日 - 一越観光より譲渡された営業権による車両が稼働開始[広報 49]。
  - 4月16日 - 大阪小豆島タクシーグループのコスモオレンジキャブ大阪が東京・日本交通と業務提携[広報 50]。
  - 6月25日 - 東京バスグループの大阪バスから東京バス神戸銀星タクシー営業所および大阪バス神戸営業所の営業権を東京・日本交通（三宮）として承継[広報 51]。
  - 7月11日 - 梅田交通グループの泉州梅田交通（本社：大阪府泉北郡忠岡町）が東京・日本交通と業務提携。[広報 52]

## 事業所所在地

### 営業所
ハイヤー営業所
登記上は「赤坂銀座」と「中央」のふたつに分かれており、いずれもその所在地は北区浮間（旧本社）にある。
| 営業所         | 営業所         | 所在地                                | 備考 |
| -------------- | -------------- | ------------------------------------- | ---- |
| 赤坂営業所     | 赤坂営業所     | 千代田区永田町 （山王パークタワー内） |      |
| 銀座営業所     | 銀座営業所     | 中央区銀座                            |      |
| 中央第一営業所 | 中央第一営業所 | 中央区日本橋兜町                      |      |
| 中央第二営業所 |                | 中央区日本橋兜町                      |      |

タクシー営業所
登記上の所在地は全て北区浮間（赤羽営業所および旧本社）にある。また、葛西・品川・新木場以外の営業所は複数に分かれており、それぞれ個別の法人格を有しているが、実際の案内上はひとつの営業所（＝全7営業所）として扱われている。
| 営業所         | 所在地         | 備考                                                                                |
| -------------- | -------------- | ----------------------------------------------------------------------------------- |
| 赤羽第一営業所 | 北区浮間       | 東洋交通に同居、敷地・建物等は東洋交通が所有 整備工場は東洋交通のものを使用（後述） |
| 赤羽第二営業所 | 北区浮間       | 東洋交通に同居、敷地・建物等は東洋交通が所有 整備工場は東洋交通のものを使用（後述） |
| 板橋第一営業所 | 板橋区板橋     |                                                                                     |
| 板橋第二営業所 | 板橋区板橋     |                                                                                     |
| 葛西営業所     | 江戸川区北葛西 |                                                                                     |
| 品川営業所     | 品川区東品川   |                                                                                     |
| 新木場営業所   | 江東区新木場   |                                                                                     |
| 千住第一営業所 | 足立区足立     |                                                                                     |
| 千住第二営業所 | 足立区足立     |                                                                                     |
| 千住第三営業所 | 足立区足立     |                                                                                     |
| 三鷹第一営業所 | 三鷹市野崎     |                                                                                     |
| 三鷹第二営業所 | 三鷹市野崎     |                                                                                     |

整備工場
- ハイヤー工場（ハイヤー赤坂営業所に併設）
- 板橋工場（板橋営業所に併設）
- 葛西工場（葛西営業所に併設）
- 品川工場（品川営業所に併設）
- 新木場工場（新木場営業所に併設）
- 千住工場（千住営業所に併設）
- 三鷹工場（三鷹営業所に併設）
- 東洋交通整備工場（赤羽営業所に併設）

研修センター
- 総合研修センター（赤羽営業所に併設、通称SKC）
- ハイヤー研修センター（ハイヤー銀座営業所に併設、通称HKC）

その他
- 日本交通健康保険組合（墨田区両国）

### 日本交通専用タクシー乗り場
特別区・武三交通圏内以外の専用乗り場については、後述。
六本木・赤坂エリア
- 六本木ヒルズ（日の丸自動車との共同運営）
- グランドハイアット東京
- 東京ミッドタウン／ザ・リッツ・カールトン東京（帝都自動車交通との共同運営）
- 泉ガーデンタワー（元黒タク専用、東京無線との共同運営）
- 紀尾井町ビル（日本交通の本社所在地）
- ザ・キャピトルホテル東急（国際自動車・帝都自動車交通・大和自動車交通との共同運営）
- 虎の門病院　(非喫煙者車両のみ入構)
- アークヒルズ仙石山森タワー
- 虎ノ門ヒルズ／アンダーズ東京
- 虎ノ門ヒルズビジネスタワー
- 六本木グランドタワー（帝都自動車交通・東京無線との共同運営）
- 東京ガーデンテラス紀尾井町／ザ・プリンスギャラリー東京紀尾井町
- 赤坂インターシティAIR（国際自動車との共同運営）

新橋・銀座エリア
- 愛宕グリーンヒルズMORIタワー（オフィス棟）（日本交通初の専用タクシー乗り場）
- 汐留住友ビル／ホテルヴィラフォンテーヌグランド東京汐留
- 東京汐留ビルディング
- 汐留ビルディング（帝都自動車交通・大和自動車交通との共同運営）
- 霞が関ビルディング
- 東京ミッドタウン日比谷（国際自動車・帝都自動車交通・大和自動車交通との共同運営）
- 東京慈恵会医科大学付属病院

東京駅周辺エリア
- シャングリ・ラ ホテル東京（国際自動車との共同運営）
- 東京ミッドタウン八重洲（ブルガリホテル東京）
- 東京日本橋タワー
- 大手門タワー・ENEOSビル
- 大手町フィナンシャルシティ グランキューブ
- 大手町パークビルディング
- Otemachi One タワー／フォーシーズンズホテル東京大手町

品川・羽田エリア
- 品川インターシティ
- 国際医療福祉大学三田病院（国際自動車との共同運営）
- 東京都済生会中央病院
- ホテル インターコンチネンタル 東京ベイ（東京無線との共同運営）
- 羽田エアポートガーデン

新宿・渋谷エリア
- 慶應義塾大学病院（非喫煙者車両のみ入構）
- 代官山T-SITE／代官山 蔦屋書店
- 東京女子医科大学病院（非喫煙者車両のみ入構）
- 新宿三井ビルディング
- 新宿住友ビルディング
- パークハイアット東京（国際自動車との共同運営）

城北エリア
- 順天堂大学医学部付属順天堂医院（国際自動車・日の丸自動車との共同運営）
- 東京大学医学部附属病院
- 日本医科大学付属病院（帝都自動車交通との共同運営）
- 東京女子医科大学附属足立医療センター

お台場・豊洲エリア
- トレードピアお台場（旧：日商岩井東京本社ビル）
- 昭和大学江東豊洲病院（東京無線（旧：チェッカーキャブ）との共同運営）
- ラビスタ東京ベイ

### 廃止された営業所
日本交通は買収した各社を営業所化し、それを統廃合して現在の営業所組織を作り上げているため、過去には多くの営業所が存在していた。なお、下記の営業所は、必ずしも同時期に併存したものとは限らず、また所在地は代表的な場所を記したのみで、同一営業所でも所在地の移転を行ったものもある。
ハイヤー営業所
- 朝霞営業所（埼玉県朝霞町　米軍交替訓練部隊内）
- ラッキーキャブ(株)→朝霞第二営業所　→大宮営業所に移管
- 丸の内営業所（千代田区丸の内3-1-1国際ビル内）　→中央営業所に統合
- 日本ビル営業所（千代田区大手町2-6-2日本ビル内）　→日本橋営業所に統合
- 大手町営業所（千代田区大手町1-7-2サンケイビル）　→日本橋営業所に統合
- 千代田交通(株)→麹町営業所（千代田区一番町13）　→日比谷営業所に統合
- 東京海上ビル営業所（千代田区丸の内1-2-1東京海上ビル）　→日比谷営業所に統合
- 日比谷営業所（千代田区日比谷公園1-2）　→中央営業所に統合
- 九段営業所（千代田区九段北2-3-11）　→飯田橋営業所に統合
- 木挽町営業所（中央区銀座東7-1）　→旧・銀座営業所に統合
- 旧・銀座営業所（中央区銀座東6-4）　→新橋営業所に統合

現在の銀座営業所は、旧・新橋営業所を改称したもの。
- 数寄屋橋営業所（中央区銀座西5-2西銀座地下駐車場内→千代田区内幸町1-7-3）　→新橋営業所に統合
- 京橋営業所（中央区越前堀2-24）　→旧・銀座営業所に統合
- 日本橋営業所（中央区日本橋本石町4-1-6）　→中央営業所に統合
- 呉服橋営業所（中央区日本橋2-16-13ランディック日本橋ビル）　→日本橋営業所に統合
- 浜町営業所（中央区日本橋浜町1-4-13）　→本郷営業所に統合
- 芝営業所（港区浜松町2-4-1世界貿易センタービル内）　→新橋営業所に統合
- 旧・赤坂営業所（港区赤坂新町3-35）　→溜池営業所に統合

現在の赤坂営業所は、旧・溜池営業所を改称・移転したもの。
- 新宿営業所（新宿区西新宿2-6-1新宿住友ビル）　→渋谷営業所に統合
- 神楽坂営業所（新宿区岩戸町18）　→飯田橋営業所に統合
- 飯田橋営業所（新宿区岩戸町5-1）→お茶の水営業所（文京区湯島2-1-1 NZビル）　→赤坂営業所に統合
- 本郷営業所〜神田営業所（文京区湯島1-12-3）　→中央営業所に統合
- 早稲田営業所（文京区関口町1）　→神楽坂営業所に移管
- 下谷営業所（台東区北稲荷町73）　→上野営業所に統合
- 上野営業所（台東区池之端1-2-19）　→本郷営業所に統合
- 鐘ヶ淵（向島区隅田町2-1289）　→旧・銀座営業所に統合
- 渋谷営業所（目黒区青葉台3-1-21）　→日比谷営業所に統合
- 東急サービス(株)→渋谷第二営業所（目黒区大橋1-5-4）　→渋谷営業所に統合
- 代々木営業所（渋谷区代々木初台町565）　→渋谷営業所に移管
- 池袋営業所（豊島区池袋4-1768）　→大手町営業所に統合

初代（1945年12月 - 1952年3月）。現在の池袋営業所（タクシー営業所）とは別組織。
- 池袋営業所（東京都豊島区東池袋3-1-1サンシャイン60）　→飯田橋営業所に統合

二代目（1970年3月タクシー池袋営業所にハイヤーを併設 - 1998年10月）。現在の板橋営業所の前身であった池袋営業所（三代目、タクシー営業所）とは別組織。
- 江戸川営業所（江戸川区小松川町3-2690）　→小石川営業所に統合

タクシー営業所
- 大宮第二営業所（埼玉県大宮市大門町2-90）　→大宮営業所（現：日本交通埼玉）に統合
- 東京自動車交通(株)→越前堀営業所（中央区越前堀2-24）　→京橋営業所としてハイヤーに転換
- ジャパンキャリエーヂ(株)→榎坂営業所（新宿区）　→大曲営業所に統合
- 大曲営業所（新宿区新小川町2-10）　→千住営業所（現：千住第一営業所）、常盤台営業所に移管
- 暁自動車(株)→牛込営業所（新宿区馬場下町1）　→千住営業所（現：千住第一営業所）、常盤台営業所に移管
- 東京相互タクシー(株)→飯田橋営業所（新宿区下宮比町）→春日町営業所（文京区春日1-3-3）　→千住第四営業所、常盤台第四営業所に移管
- 後楽園営業所（文京区後楽1-3-50）

併設のハイヤーは、呉服橋営業所、九段営業所、浜町営業所、東京海上ビル営業所へ移管。
- 小石川営業所（文京区大塚4-2-9）　→千住営業所（現：千住第一営業所）、常盤台営業所に移管
- ジャパンキャリエーヂ(株)溜池営業所→早稲田営業所（文京区関口1-33-1）　→千住営業所（現：千住第一営業所）、常盤台営業所に移管
- 浅草営業所（台東区）
- 勧業タクシー(株)→亀戸営業所（江東区亀戸4-14-4）　→千住営業所（現：千住第一営業所）に移管
- 朝日観光(株)→上大崎営業所（品川区上大崎2-22-4）→旧・品川第二営業所　→旧・品川営業所に統合
- 都民タクシー(株)→上目黒営業所（目黒区青葉台3-1-21）→旧・品川第一営業所　→旧・品川営業所に統合
- 旧・品川営業所（品川区東品川1-8-2）　→現在の品川営業所に統合

現在の品川営業所とは異なる。
- 三光自動車(株)→自由ヶ丘営業所（目黒区中央町2-26-17）　→現在の品川営業所に統合
- 日米交通(株)→目黒営業所（目黒区中目黒4-1-2）　→現在の品川営業所に統合
- 大洋興業(株)→蒲田営業所（大田区蒲田本町2-29-9）　→現在の品川営業所に統合
- 羽田営業所（大田区羽田空港構内）
- 三光自動車(株)→中野営業所（中野区上高田5-1-1）　→常盤台営業所に移管
- 大塚営業所（豊島区巣鴨六丁目1452）　→小石川営業所に統合
- 清和自動車交通(株)→目白営業所（豊島区雑司ケ谷2-3-1）　→常盤台営業所に移管
- ニュートオキョータクシー(株)→池袋営業所（豊島区東池袋4-26-10）　→千住営業所（現：千住第一営業所）、常盤台営業所に移管

二代目（1958年12月 - 1978年8月タクシー用途廃止）。三代目の池袋営業所（現：板橋営業所）とは別組織。
- 松田自動車交通(株)→練馬営業所（練馬区錦町）→常盤台営業所（板橋区前野町2-17-1）　→池袋営業所（東京都豊島区東池袋3-1-1サンシャイン60）→移転により板橋営業所に改称
- 東京相互タクシー(株)→第十常盤台営業所（板橋区）→常盤台第四営業所　→移転により赤羽営業所に改称
- 富国交通(株)→花畑営業所（足立区花畑1445）　→千住第四営業所に移管
- 日都交通(株)→足立営業所（足立区宮城1126）　→常盤台営業所に移管
- 千住第四営業所（足立区）　→千住第二営業所に統合
- 轟交通(株)→新小岩営業所（葛飾区西小岩4丁目）　→千住営業所（現：千住第一営業所）に移管
- 同進交通(株)（板橋区坂下3-13-7）→葛西営業所（江戸川区臨海町6-3-10）に組織変更→現在地に移転
- (株)愛光社→愛光自動車(株)→横田営業所（西多摩郡福生町（現：福生市） 米空軍横田基地[注釈 24] 内）　→立川営業所（立川日交(株)に分社ののち現：日本交通立川）に統合
- キャッスル交通(有)→パブリック交通(有)→稲城中央交通(有)→多摩日交(有)→日本交通多摩(有)→日本交通立川に営業権を譲渡し同社稲城営業所→南多摩営業所に統合→飛鳥交通多摩(株)稲城営業所として譲渡・再分割
- 富士交通(有)→富士交通(株)→日本交通立川稲城営業所と統合し南多摩営業所に改組→飛鳥交通多摩(株)鶴川営業所として譲渡・再分割
- （京王交通第三(株)→飛鳥交通第三(株)→飛鳥交通多摩(株)）小金井営業所→国立営業所（2018年3月までサンキュー無線に所属、同年4月から日本交通と提携）→日本交通立川国立営業所として譲受→立川営業所に統合
- 鴨宮営業所（神奈川県小田原市中里字出口400）　→小田原営業所（日本交通小田原(株)→日本交通横浜(株)小田原営業所）に統合
- 神奈川県足柄上郡三保村農業会自動車部→箱根交通(株)→松田営業所（神奈川県足柄上郡松田町鹿子382）
- 大箱根自動車(株)→箱根交通(株)→湯本営業所（神奈川県足柄下郡箱根町湯本691）　→出張所化（日本交通小田原）
- 大箱根自動車(株)→箱根交通(株)→宮の下営業所（神奈川県足柄下郡箱根町宮の下397）　→小田原営業所（日本交通小田原(株)→日本交通横浜(株)小田原営業所）に統合

## 関連会社（タクシー事業）
タクシー事業においては、上述の直営7営業所（本体）に加えて、子会社及び業務提携を行う各タクシー事業者により、日本交通グループを構成している。いずれの事業者も「桜にN」の意匠を使用し、乗務員の教育や接客マニュアル、無線配車の取扱も全て統一されている。
車両の塗装は、グループ会社所属の四社カラー車の場合、ボンネット・屋根上の赤帯がない点のみが異なり、その他黒塗り車およびジャパンタクシーでは黒または濃藍一色の塗装で統一されている。車体の所属表記は、本体所属車が「NIHON KOTSU」となっている一方、各グループ会社では「NIHON KOTSU GROUP」の下にローマ字で社名が記載される。ただし、広告ラッピングを施されている四社カラー車は、窓下の赤帯に直接事業者名を記載する。
なお、業務提携事業者の中にはタクシー事業だけでなくハイヤー事業を行っているところもあるが、前述の通り日本交通のものとは関係がない。ただし、日本交通本体とグループ各社間では整備工場のキャパシティ次第では相互に融通されることはある。

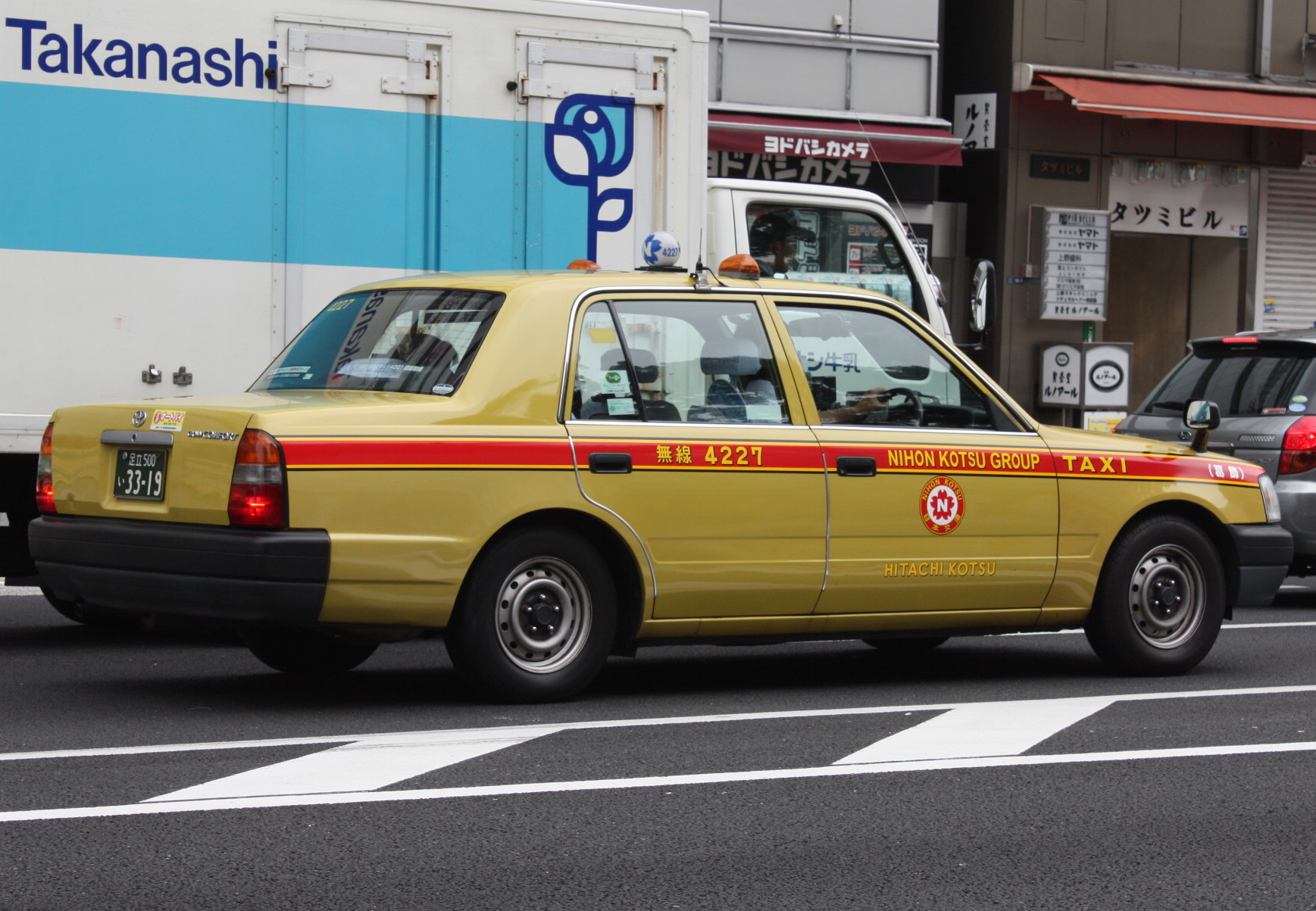
グループ会社所属の四社カラー車。本体車と異なり、屋根上の赤帯がない。 （日立自動車交通第三）
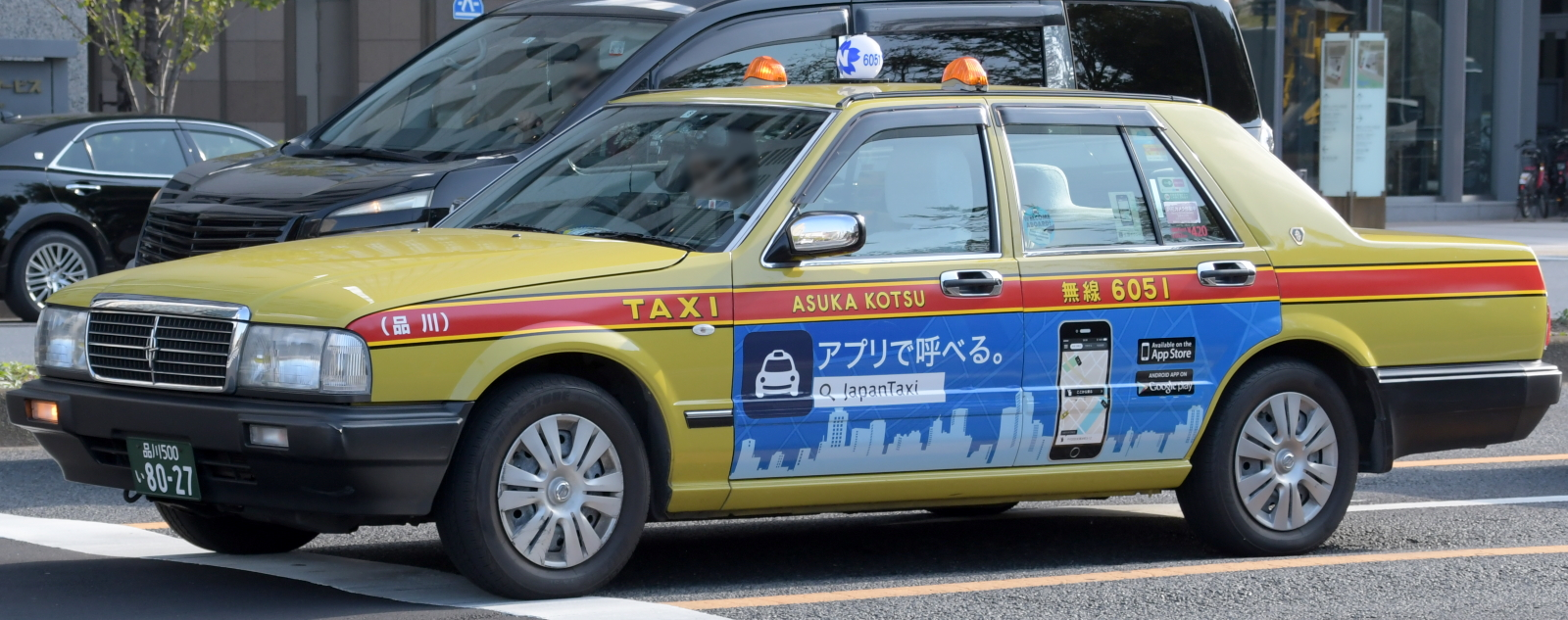
広告付き四社カラー車は帯に社名のみが表記され、「NIHON KOTSU GROUP」の表記は省略される。 （飛鳥交通）
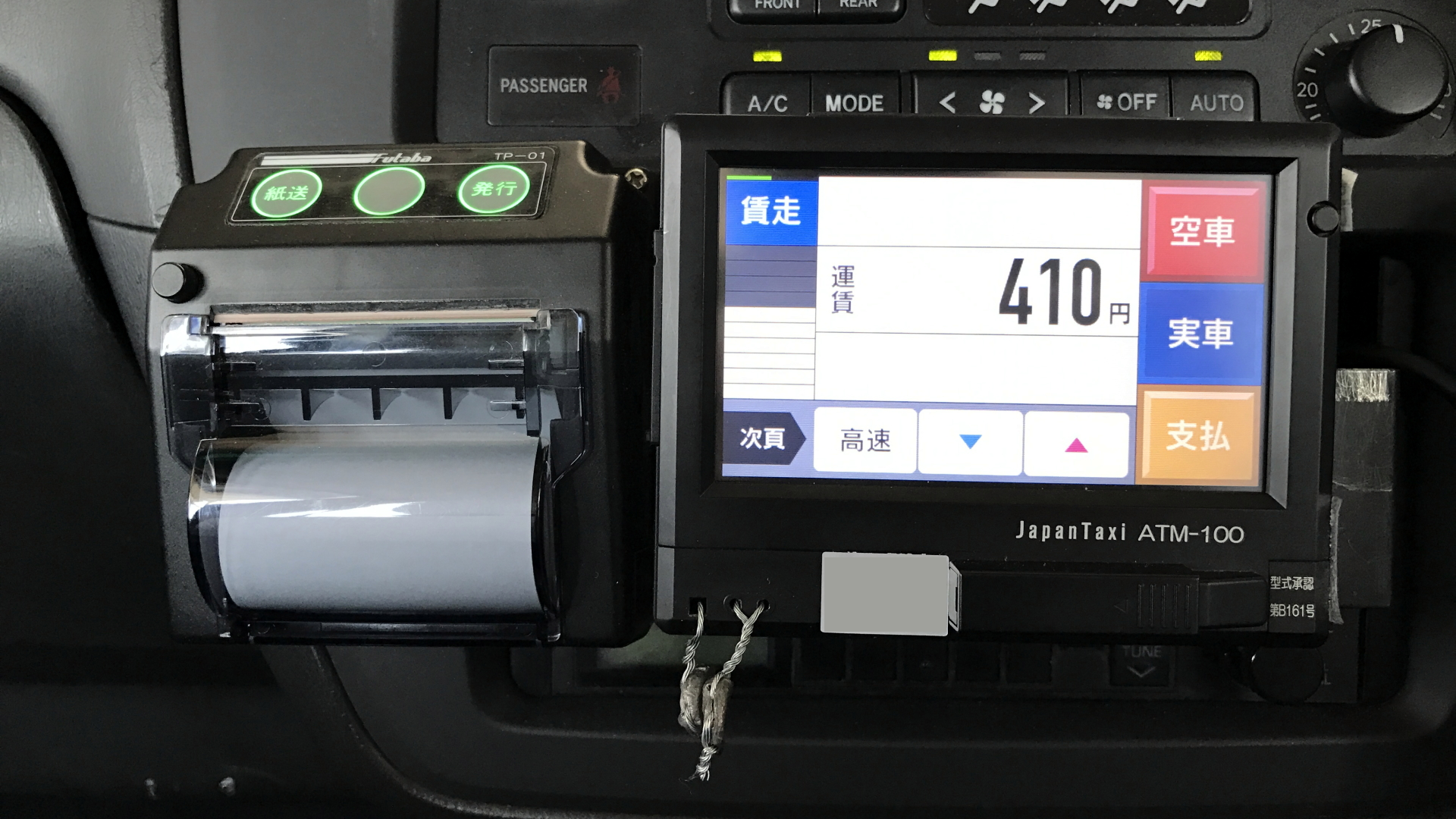
JapanTaxi（Mobility Technologiesを経て現・GO）製タクシーメーター 二葉計器製筐体に独自ソフトウェアを入れたもの 主に日交及びグループ各社で使用

以下、太字は日本交通（株）の子会社（100%）、それ以外は業務提携会社（フランチャイズ）である。車体表記に「NIHON KOTSU」を含まない会社は四社色のアプリラッピング車等を除き「NIHON KOTSU GROUP」の表記を含む。

### 関東地区
東京特別区・武三交通圏
| 社名・営業所                   | 社名・営業所                   | 表記              | 所在地         | 備考                                                                            |
| ------------------------------ | ------------------------------ | ----------------- | -------------- | ------------------------------------------------------------------------------- |
| イースタンエアポートモータース | イースタンエアポートモータース |                   | 大田区羽田旭町 | ハイヤー専業・独自営業                                                          |
| 大国自動車交通                 | 大国自動車交通                 | OOKUNI KOTSU      | 三鷹市深大寺   |                                                                                 |
| 改進タクシー                   | 改進タクシー                   | KAISHIN           | 足立区中央本町 |                                                                                 |
| 恵豊自動車交通                 | 本社営業所                     | KEIHO             | 大田区北馬込   |                                                                                 |
| 恵豊自動車交通                 | 世田谷営業所                   | KEIHO             | 世田谷区大蔵   | [ 注釈 58 ]                                                                     |
| 蔦交通                         | 蔦交通                         | TSUTA KOTSU       | 葛飾区東金町   |                                                                                 |
| 東洋交通                       | 東洋交通                       | TOYO KOTSU        | 北区浮間       | 日本交通赤羽（第一・第二）営業所が同居 東洋交通の工場を赤羽営業所が使用（前述） |
| 日交練馬                       | 日交練馬                       | NIKKO NERIMA      | 練馬区練馬     | [ 注釈 59 ]                                                                     |
| 日交ひかり                     | 日交ひかり                     | NIKKO HIKARI      | 大田区南蒲田   |                                                                                 |
| 日交美輝                       | 日交美輝                       | NIKKO MIKI        | 足立区中川     | [ 注釈 60 ]                                                                     |
| 羽田交通                       | 羽田交通                       | HANEDA KOTSU      | 大田区京浜島   |                                                                                 |
| 春駒交通                       | 春駒交通                       | HARUKOMA KOTSU    | 北区浮間       |                                                                                 |
| ハロートーキョー               | 葛西営業所                     | HELLO TOKYO       | 江戸川区臨海町 | [ 注釈 63 ]                                                                     |
| ハロートーキョー               | 門前仲町営業所                 | HELLO TOKYO       | 江東区冬木     |                                                                                 |
| リボン交通                     | リボン交通                     | RIBON KOTSU       | 江東区千石     | [ 注釈 64 ]                                                                     |
| ワイエム交通                   | ワイエム交通                   | Ym KOTSU          | 江東区新木場   |                                                                                 |
| 飛鳥交通<品川>                 | 品川営業所                     | ASUKA KOTSU       | 品川区東品川   | 飛鳥交通グループ                                                                |
| 飛鳥交通第二                   | 板橋営業所                     | ASUKA KOTSU       | 板橋区舟渡     | 飛鳥交通グループ                                                                |
| 飛鳥交通第三                   | 成城営業所                     | ASUKA KOTSU       | 世田谷区粕谷   | 飛鳥交通グループ                                                                |
| 飛鳥交通第五                   | 羽田営業所                     | ASUKA KOTSU       | 大田区東糀谷   | 飛鳥交通グループ                                                                |
| 飛鳥交通第七                   | 大森営業所                     | ASUKA KOTSU       | 大田区東糀谷   | 飛鳥交通グループ                                                                |
| 飛鳥交通第六                   | 小松川営業所                   | ASUKA KOTSU       | 江戸川区小松川 | 飛鳥交通グループ                                                                |
| 飛鳥交通第六                   | 高井戸営業所                   | ASUKA KOTSU       | 杉並区高井戸東 | 飛鳥交通グループ                                                                |
| 飛鳥自動車                     | 赤羽営業所                     | ASUKA KOTSU       | 北区浮間       | 飛鳥交通グループ                                                                |
| 栄泉交通                       | 本社 第一営業所                | EISEN             | 江東区東陽     |                                                                                 |
| 扇橋交通                       | 扇橋交通                       | OUGIBASHI KOTSU   | 江戸川区西小岩 |                                                                                 |
| キャピタルオート               | キャピタルオート               | CAPITAL AUTO      | 杉並区清水     | キャピタル交通グループ                                                          |
| キャピタルモータース           | 本社営業所                     | CAPITAL MOTORS    | 杉並区清水     | キャピタル交通グループ                                                          |
| キャピタルモータース           | 井草営業所                     | CAPITAL MOTORS    | 杉並区井草     | キャピタル交通グループ                                                          |
| 国光自動車                     | 国光自動車                     | KOKKOU JIDOUSHA   | 港区港南       |                                                                                 |
| 三和交通                       | 東京営業所                     | SANWA KOUTSU      | 板橋区赤塚新町 | 三和交通グループ                                                                |
| 昭栄自動車                     | 昭栄自動車                     | SHOEI             | 足立区中央本町 |                                                                                 |
| 昭和自動車                     | 昭和自動車                     | SHOWA JIDOSHA     | 練馬区貫井     |                                                                                 |
| 洲崎交通                       | 洲崎交通                       | SUSAKI            | 江東区東陽     |                                                                                 |
| すばる交通                     | 本社営業所                     | SUBARU KOTSU      | 足立区入谷     | すばる交通グループ                                                              |
| すばる交通                     | 北千住営業所                   | SUBARU KOTSU      | 足立区千住旭町 | すばる交通グループ                                                              |
| 東京ワールド交通               | 東京ワールド交通               | TOKYO WORLD KOTSU | 江東区有明     | すばる交通グループ                                                              |
| 東京梅田交通                   | 東京梅田交通                   | UMEDA KOTSU       | 足立区花畑     | 梅田交通グループ イースタンモータースグループ                                   |
| 東京梅田交通第二               | 亀有営業所                     | UMEDA KOTSU       | 足立区中川     | 梅田交通グループ イースタンモータースグループ                                   |
| 東京梅田交通第二               | 亀戸営業所                     | UMEDA KOTSU       | 江東区亀戸     | 梅田交通グループ イースタンモータースグループ                                   |
| 東京合同自動車                 | 東京合同自動車                 | TOKYO GODO        | 荒川区東日暮里 |                                                                                 |
| 日日交通                       | 日日交通                       | NICHINICHI KOTSU  | 足立区保木間   |                                                                                 |
| 日生交通                       | 日生交通                       | NISSEI KOTSU      | 練馬区三原台   |                                                                                 |
| 日立自動車交通                 | 日立自動車交通                 | HITACHI KOTSU     | 足立区綾瀬     | 日立自動車交通グループ                                                          |
| 日立自動車交通第二             |                                | HITACHI KOTSU     | 足立区綾瀬     | 日立自動車交通グループ                                                          |
| 日立自動車交通第三             | 日立自動車交通第三             | HITACHI KOTSU     | 葛飾区金町     | 日立自動車交通グループ                                                          |
| 平和自動車交通                 | 江戸川営業所                   | HEIWA JIKOU       | 江戸川区松江   |                                                                                 |
| 毎日タクシー                   | 船堀営業所                     | MAINICHI TAXI     | 江戸川区船堀   |                                                                                 |
| ミツワ交通                     | ミツワ交通                     | MITSUWA           | 墨田区文花     |                                                                                 |
| 八洲自動車                     | 八洲自動車                     | YASHIMA           | 江東区清澄     |                                                                                 |
| 陸王交通                       | 本社                           | RIKUO KOTSU       | 板橋区中丸町   |                                                                                 |
| 陸王交通                       | 赤羽営業所                     | RIKUO KOTSU       | 北区赤羽南     |                                                                                 |

関東地区その他
| 交通圏 | 交通圏   | 社名・営業所           | 社名・営業所           | 表記                  | 所在地                 | 備考                                                                                              |
| ------ | -------- | ---------------------- | ---------------------- | --------------------- | ---------------------- | ------------------------------------------------------------------------------------------------- |
| 東京   | 北多摩   | 日本交通立川           | 本社 立川営業所        | NIHON KOTSU TACHIKAWA | 立川市富士見町         | - 専用乗り場 - 伊勢丹立川店                                                                       |
| 東京   | 北多摩   | 日本交通立川           | 調布営業所             | NIHON KOTSU TACHIKAWA | 調布市深大寺元町       | - 専用乗り場 - 伊勢丹立川店                                                                       |
| 神奈川 | 京浜     | 京浜ハイヤー           | 上大岡営業所           | KEIHIN HIRE           | 横浜市港南区最戸       | アイシスコーポレーショングループ 京浜ハイヤーは元・京浜交通グループ                               |
| 神奈川 | 京浜     | 京浜ハイヤー           | 保土ヶ谷営業所         | KEIHIN HIRE           | 横浜市保土ケ谷区岩井町 | アイシスコーポレーショングループ 京浜ハイヤーは元・京浜交通グループ                               |
| 神奈川 | 京浜     | スタジアム交通         | 新横浜営業所           | STADIUM KOTSU         | 横浜市港北区新横浜     | アイシスコーポレーショングループ 京浜ハイヤーは元・京浜交通グループ                               |
| 神奈川 | 京浜     | スタジアム交通         | 十日市場営業所         | STADIUM KOTSU         | 横浜市緑区十日市場町   | アイシスコーポレーショングループ 京浜ハイヤーは元・京浜交通グループ                               |
| 神奈川 | 京浜     | ワールド交通           | 川崎営業所             | WORLD KOTSU           | 川崎市高津区子母口     | アイシスコーポレーショングループ 京浜ハイヤーは元・京浜交通グループ                               |
| 神奈川 | 京浜     | カナガワ交通イースタン | カナガワ交通イースタン | KANAGAWA              | 横浜市栄区飯島町       | 梅田交通グループ イースタンモータースグループ                                                     |
| 神奈川 | 京浜     | 向ヶ丘交通イースタン   | 向ヶ丘交通イースタン   | MUKOUGAOKA            | 川崎市高津区上作延     | 梅田交通グループ イースタンモータースグループ                                                     |
| 神奈川 | 京浜     | 日本交通横浜           | 本社 横浜営業所        | NIHON KOTSU YOKOHAMA  | 横浜市戸塚区名瀬町     | 旧・横浜営業所（旧・相鉄自動車自動車部横浜営業所）が 旧・戸塚営業所（旧・新天台交通）に移転、統合 |
| 神奈川 | 京浜     | 日本交通横浜           | 保土ヶ谷営業所         | NIHON KOTSU YOKOHAMA  | 横浜市保土ケ谷区常盤台 | 旧・京王自動車京浜横浜営業所                                                                      |
| 神奈川 | 京浜     | 日本交通横浜           | 川崎営業所             | NIHON KOTSU YOKOHAMA  | 川崎市川崎区渡田新町   | 旧・京王自動車京浜川崎営業所                                                                      |
| 神奈川 | 県央     | 日本交通横浜           | 大和営業所             | NIHON KOTSU YOKOHAMA  | 大和市桜森             | 旧・相鉄自動車自動車部大和営業所                                                                  |
| 神奈川 | 県央     | 日本交通横浜           | 平塚営業所             | NIHON KOTSU YOKOHAMA  | 平塚市田村             | 旧・旭交通                                                                                        |
| 神奈川 | 小田原   | 日本交通横浜           | 小田原営業所           | NIHON KOTSU           | 小田原市浜町           | 旧・日本交通小田原                                                                                |
| 千葉   | 北総     | 松崎交通               | 本社営業所             | MANZAKI KOTSU         | 成田市東和泉           | 2022年9月まで独自営業                                                                             |
| 埼玉   | 県南中央 | 日本交通埼玉           | 日本交通埼玉           | NIHON KOTSU SAITAMA   | さいたま市北区今羽町   |                                                                                                   |
| 群馬   | 中・西毛 | 東洋タクシー           | 東洋タクシー           | TOYO TAXI             | 前橋市堤町             |                                                                                                   |

### 関西地区
東京・日本交通株式会社およびさくらタクシーを中心に、「日本交通グループ 関西」の名称でブランド展開を行っている。関東のSKCに相当する大阪訓練教育センター（OTEC）は、福島区の東京・日本交通本部に併設されている。ナショナルタクシー・さくらタクシーの流れを汲み「日本交通グループ 関西」として朝日放送ラジオでCMを放送する。
なお、2025年（令和7年）7月現在、泉州交通圏は当グループで唯一業務提携会社のみで展開されているエリアである。
従来より関西地区でタクシー事業を行っている同名の会社 とは資本関係は一切なく、タクシーチケットの相互利用提携（関東地区含む）に留まる。
| 交通圏 | 交通圏   | 社名・営業所             | 社名・営業所     | 表記              | 所在地               | 備考 |
| ------ | -------- | ------------------------ | ---------------- | ----------------- | -------------------- | --- |
| 大阪   | 泉州     | 泉州梅田交通             | 泉州梅田交通     | UMEDA             | 泉北郡忠岡町忠岡     | 梅田交通グループ 関空専用車（エアポート行灯）あり                                                                                                  |
| 大阪   | 泉州     | SMART                    | SMART            | SMART             | 貝塚市港             | フランス屋グループ 関空専用車（エアポート行灯）のみ                                                                                                |
| 大阪   | 大阪市域 | コスモキャブ大阪         | コスモキャブ大阪 | COSMO CAB         | 大阪市淀川区三津屋南 | 大阪小豆島タクシーグループ |
| 大阪   | 大阪市域 | コスモオレンジキャブ大阪 |                  | COSMO CAB         | 大阪市淀川区三津屋南 | 大阪小豆島タクシーグループ |
| 大阪   | 大阪市域 | 毎日タクシー             | 毎日タクシー     | MAINICHI          | 大阪市淀川区新高     | 梅田交通グループ |
| 大阪   | 大阪市域 | 毎日交通                 | 本社 本社営業所  | MAINICHI          | 大阪市淀川区新高     | 梅田交通グループ |
| 大阪   | 大阪市域 | ナショナルタクシー       | 本社営業所       | NATIONAL          | 大阪市城東区成育     | 2022年2月までN字型の行灯 |
| 大阪   | 大阪市域 | さくらタクシー           | 加島営業所       | SAKURA            | 大阪市西淀川区竹島   | 2020年1月まで「さくら」の円形行灯 |
| 大阪   | 大阪市域 | さくらタクシー           | 福島営業所       | SAKURA            | 大阪市福島区福島     | 2020年1月まで「さくら」の円形行灯 |
| 大阪   | 大阪市域 | 東京・日本交通           | 本部             | NIHON KOTSU TOKYO | 大阪市福島区福島     | - 専用乗り場 - 中之島フェスティバルタワー - コンラッド大阪 - リーガロイヤルホテル - ANAクラウンプラザホテル大阪 - インターコンチネンタルホテル大阪 |
| 大阪   | 大阪市域 | 東京・日本交通           | 梅田営業所       | NIHON KOTSU TOKYO | 大阪市福島区福島     | - 専用乗り場 - 中之島フェスティバルタワー - コンラッド大阪 - リーガロイヤルホテル - ANAクラウンプラザホテル大阪 - インターコンチネンタルホテル大阪 |
| 大阪   | 大阪市域 | 東京・日本交通           | 難波営業所       | NIHON KOTSU TOKYO | 大阪市浪速区敷津西   | - 専用乗り場 - 中之島フェスティバルタワー - コンラッド大阪 - リーガロイヤルホテル - ANAクラウンプラザホテル大阪 - インターコンチネンタルホテル大阪 |
| 大阪   | 大阪市域 | 東京・日本交通           | 西淀川営業所     | NIHON KOTSU TOKYO | 大阪市西淀川区竹島   | 旧・関西中央第一および旧・関西中央旅客守口 |
| 大阪   | 大阪市域 | 東京・日本交通           | 堺営業所         | NIHON KOTSU TOKYO | 堺市西区鳳東町       | 旧・ユタカ中央交通 |
| 大阪   | 大阪市域 | 東京・日本交通           | 守口第一営業所   | NIHON KOTSU TOKYO | 守口市金田町         | 旧・大バス太平タクシー |
| 大阪   | 大阪市域 | 東京・日本交通           | 守口第二営業所   | NIHON KOTSU TOKYO | 守口市金田町         | 旧・大バス米運タクシー |
| 大阪   | 北摂     | 東京・日本交通           | 高槻営業所       | NIHON KOTSU TOKYO | 高槻市梶原中村町     | |
| 大阪   | 北摂     | 東京・日本交通           | 高槻第二営業所   | NIHON KOTSU TOKYO | 高槻市萩之庄         | 旧・高槻交通 |
| 大阪   | 北摂     | 東京・日本交通           | 茨木営業所       | NIHON KOTSU TOKYO | 茨木市中河原町       | 旧・茨木高槻交通 |
| 兵庫   | 神戸市域 | 東京・日本交通           | 御影営業所       | NIHON KOTSU TOKYO | 神戸市東灘区御影塚町 | |
| 兵庫   | 神戸市域 | 東京・日本交通           | 三宮営業所       | NIHON KOTSU TOKYO | 神戸市中央区脇浜町   | 旧・大阪バス神戸営業所および旧・東京バス神戸銀星タクシー営業所                                                                                     |
| 兵庫   | 神戸市域 | 三和交通                 | 三和交通         | SANWA             | 神戸市東灘区深江浜町 | 梅田交通グループ |

## 関連会社（非タクシー事業）
- 株式会社日交サービス（北区浮間） - 100%子会社。ハイヤー事業の一環で、自家用車の運行管理請負（役員運転手の派遣等）を行っている。
- GO株式会社（港区六本木） - 旧：株式会社日交計算センター→株式会社日交データサービス→JapanTaxi株式会社→株式会社Mobility Technologies。1992年（平成2年）1月、2015年（平成27年）8月、2020年（令和2年）4月および2023年（令和5年）4月に商号変更。JapanTaxi時代まで100%子会社で、現在はディー・エヌ・エー（DeNA）と共に当社が筆頭株主に名を連ねている（38.17%保有）。配車アプリ「GO」の開発などを行っている。

横浜市の不動産会社を始め、同名の企業が日本全国に存在しているが、当記事で述べているもの以外はいずれも当社とは全く関係がない。その他の同名の企業については、日本交通を参照。

## 備考

### 日本交通の設立について
設立の経緯
- 第二次世界大戦時に政府の交通統制を受けて、1944年11月に警視庁から「都内約4500台のハイヤー・タクシーを四社に統合し、1社1000台を確保する」という通達（旅客自動車運送事業統合要綱）が出されたことによる[注釈 82]。
- 当時は、業界最有力であった京成電気軌道（現在の京成電鉄）の後藤圀彦社長が大がかりな業者吸収に着手していた[注釈 83]が、当時共に単独で企業統合を行いながらも行き詰まっていた川鍋と東急とが手を携える形で、11社1個人による新会社設立を果たす。

1945年7月より11事業者が共同経営を開始、1945年8月には協心相互自動車（株）も参加した。
日本自動車交通設立母体各社
日東自動車（株）・東京タクシー（株）・高輪自動車（株）・日本相互タクシー（株）・東芝自動車（株）・鐘ヶ淵自動車（株）・帝国自動車（株）・東京安全交通（株）・錦興自動車（株）・鶴野定助<個人>・扇自動車（株）・協心相互自動車（株）
- 統合の経緯に関しては、川鍋側と東急側で若干認識が異なっている。

統合のキーマンは川鍋であるが、実際は川鍋が大東急の力を借りて統合したものである。このため代表者として社長には川鍋秋蔵が就任して経営権を握るものの、会長職には初め東京タクシーの品川主計、続いて東急副社長の立花栄吉と東急側の人間が座り、実質的に主導権は東急にあった。これは出資比率も関係し、共同経営者の出資持分の大半を日交成立時までに東急が肩代わりしたのがその理由である。
1947年末頃には、川鍋側と東急側の対立による川鍋排斥運動があったという。しかし川鍋秋蔵は五島慶太にその手腕を見込まれており、五島自身「実際に同社を執り仕切っている川鍋が自らオーナーとなって経営した方が良い」と判断。1951年、持株の大半を川鍋に譲渡し、川鍋側へ正式に経営権が移された。
- この一件に関して、当時の日交の業績から周囲より「五島が手放すには惜しい会社」と言われた。現在の日交社史等の記述が川鍋寄りなのはこのためである。

「大日本帝国」
- 同時期に成立した大和自動車交通、帝都自動車交通、国際自動車の頭文字から、「大日本帝国」と通称される。これは東京大手四社の意味も表し、四社共通カラーリングであるレモンイエローに赤帯、球型行灯[注釈 86]、四社共通チケットなど「東京四社営業委員会」を通じて営業的にも歩調を合わせている。

東急グループ・同業他社との関係
- 歴史的な経緯から日交グループ形成後も東急グループの一員として列していたが、2000年9月30日に資本関係を解消し、東急グループからは完全に独立している[注釈 87]。
- また、同じ東急をバックボーンとして戦時統合で発足した神奈川都市交通とは資本・人事・営業面などでほぼ関係が無い[注釈 88]。箱根地区では日交が進出した1951年の2月に箱根観光自動車を設立して競合。東京地区でも1950年8月に日本都市交通を設立して都内進出を図るも、1954年6月に業績不振で荏原交通に譲渡して一度撤退。1960年11月に都南交通の開業により都内再進出を果たし、以降競合関係となる。一方、日交は2012年に相鉄ホールディングスから相鉄自動車を買収。日本交通横浜と改称し神奈川都市交通の本拠地・横浜に逆進出。結果、相互の地盤で競合関係となった。
- 近畿地方、山陰でタクシーやバスを運行する日本交通 (大阪府)、日本交通 (鳥取県)は同名ながら別系列の会社である（オーナーは澤家）。同社グループの高速路線バスが東京都内に乗り入れるために混同されるが、タクシーチケット提携程度で他に資本関係などはない。[広報 53][注釈 89]2014年3月、日交は大阪市に「東京・日本交通」を開業したため、「桜にN（川鍋）」と「楕円に『日交』（澤）」の東西日交が近畿圏で競合関係となった。

### 歴代社長
初代・川鍋秋蔵
- 1899年8月28日に埼玉県北足立郡宮原村（後の大宮市、現：さいたま市北区）に9人兄姉の一人として生まれた。鉄道省大宮工場（現：JR東日本大宮総合車両センター）に勤めたが、独立を志し20歳で上京。梁瀬自動車商会（現：ヤナセ）でタクシー乗務員となり、後に独立を果たす[75]。
- 1947年、出身地である大宮市の市議会議員に当選。同年には宮原小学校へプールの寄贈を行った。現在も宮原駅前には川鍋の胸像が建っている。
- 戦時統合による企業統合を進めていた当時、小山亮元代議士の紹介で、当時運輸通信大臣から東京急行電鉄会長に返り咲いたばかりの五島慶太の知るところとなり、東急系のタクシー会社でやはり企業統合を進めていた東京タクシー300台との連携に成功し、日本交通の設立を果たした[注釈 90]。日本交通設立後の戦後事業復興にあたっても、五島慶太による川鍋への後援は非常に大きく、1955年に東急グループが自動車産業への進出を決定した際には、日本自動車工業（後の東急くろがね工業）の社長就任を川鍋に依頼している。没後、東急グループ所有の神社である東横神社[注釈 91]に合祀された。
- 1960年4月、それまで三団体に分裂していた東京のタクシー業界を一本化し、東京乗用旅客自動車協会（現：東京ハイヤー・タクシー協会）を発足させたほか、二つ存在していた全国組織を同年7月に統一。全国乗用旅客自動車連合会（現：全国ハイヤー・タクシー連合会）を発足させ、当時社会問題化していた「神風タクシー」に対し、業界の体質改善運動を行なった。
- 1970年代初頭に問題となった、タクシー不足による乗車拒否、乱暴運転の横行に対しても、業界の体質改善に取り組み、同時に「タクシー下駄・靴論議[注釈 92]」を展開し、業界の不祥事続発の根源の一つは「本来、多少贅沢な乗り物であるタクシーが長年低い料金に抑えられていることによる」と主張し、マスコミを通じて一般利用者にも理解を求め、東京タクシー近代化センター（現：東京タクシーセンター）設立への流れを作った。
- 日本交通というハイタク企業の経営を通して業界発展に尽力するかたわら、アジア石油（現：コスモ石油）においてエネルギー販売業、更には東急くろがね工業（自動車製造業）をも経営、自動車産業の川上統合の可能性も有していたといえるが、これは川鍋が実業家・政治家として自動車産業はもとより日本の産業の復興と発展を志していたことの表れである。
- 交通事業を中心に実業界各方面の発展に尽くした功績から、1960年運輸大臣賞、1961年藍綬褒章、1969年9月に勲二等瑞宝章、1980年5月に勲二等旭日重光章を受章している。
- 日本電信電話公社経営委員会委員も務めた。
- 1983年9月30日没、享年84。

2代目・川鍋達朗
- 1938年1月29日生まれ。
- 1963年1月に取締役選任により入社。1983年10月社長就任。アメリカ留学で得た経営感覚で、それまでの古い体質から近代的組織への変革に尽力した。特に、1982年にはTQCを導入し、乗務員の組織単位である「班」をQCサークルとして機能させサービス品質を改善・標準化し、社内の管理・営業体制の改革を推進した。
- また、経営の安定化を目指して、ハイヤー・タクシー事業以外にも事業の柱を構築すべく、新分野への進出を推し進める。具体的には、ハイヤーのノウハウを生かせるレジャー産業や、所有不動産（営業所用地）の有効活用を図れる不動産事業への進出であり、多角化による分社経営を効率的に統括する「総本社構想」であった（下記「関連事業「日交グループ」について」参照）。
- 2005年8月30日会長就任。翌8月31日急逝、享年67。

3代目・川鍋一朗

### 旧・関連事業「日交グループ」について
- 以前は30社近くの企業により「日交グループ」を形成し、「限りない信頼を未来につなぐ日交グループ」のキャッチコピーの下、グループで統一的なコーポレートアイデンティティを構築し総合サービス業を目指していた。グループ各社の持つ有形・無形の資産（不動産や営業ノウハウ）を有効活用・高度利用しながら各社の相乗効果を狙うものであり、実績として一定の評価も得てはいた[注釈 93]ものの、結果的には充分に相乗効果を活かしきれず、加えてバブル崩壊という社会情勢の変化もあり、事業再構築の中で運輸事業のみに専念することとなる。2000年頃から数年間にわたり、ハイヤー・タクシー関連以外の関係会社を全て売却・閉鎖し、自社及びグループ会社所有の不動産も一部を除き全て売却した。

現在も残る元関係会社
- 観光バス部門は、1998年より日本交通観光バス株式会社として分社化されていたが、2005年に全株式がジェイ・コーチに買い取られジェイ・コーチグループに加わった。2008年にはニッコー観光バスに社名を変更し、2012年にはジェイ・コーチグループから両備グループ傘下へ移っている。
- 一時期、アジア石油（現・コスモ石油）の経営に参加していた関係から、ENEOS系列のアジア商事[注釈 94][注釈 95]、昭和シェル石油（現・出光興産）系列の安全石油[注釈 96][注釈 97]といったオートガススタンド会社やガソリンスタンド会社のような石油関連企業がある。
- 1996年、東京・芝浦に「ニューサテライトホテル」を開業したが、2000年にJALホテルズに運営委託、「ホテルJALシティ田町 東京」となる。2002年には経営権も別会社に譲渡されている。
- 「千葉夷隅ゴルフクラブ」、「那須黒羽ゴルフクラブ」、米国カリフォルニア州「San Juan Oaks GOLF CLUB」[注釈 98]の各ゴルフ場。
- スキー場および宿泊施設「白馬ハイランドヴィレッジ」。
- 日交オーシャンパーク（沖縄瀬良垣ビーチ、沖縄コーラルヴィレッジ）は全日空に売却され、万座ビーチリゾートになる。
- 日本で最初のピザ専門店「ニコラス」（ニック・ザペッティ[注釈 99]経営）にチェーン展開をもちかけ、負債の代物返済として店舗を取得し[注釈 100]、東京赤坂ほかで運営。
- 日本エアシューター（エアシューター製造業）、現：日本シューター
- 日交ファシリティマネジメント（ビル管理業）、現：共立メンテナンス
- 日本建設コンサルタント（建設コンサルタント業）、現：いであ。

廃業した関係会社
- 1950-80年代には輸入車ディーラー、日英自動車を経営。MG・モーリス・ルノー・ウーズレイ・ポンティアック等の輸入販売を手がけ、1960年にはMini日本上陸一号車[注釈 101]も輸入している。80年代前半にはアルファロメオも手がけたが、メーカー直接出資のオースティン・ローバー・ジャパン設立時に事業譲渡して同社は解散した。
- 旅行業を営んでいた日本交通観光はグループからの離脱後、香港のエキスプレスグループの日本法人に買収され、同じく同社に買収されていたクリスタル旅行（元マイカルトラベル）と2007年に合併してエキスプレス・トラベルとなったが、2008年11月13日付で全店舗が閉鎖された。
- 日交サテライト「サテライトホテル」[注釈 102]「サテライトボウル」[注釈 103]
- 「熱海サーフサイドホテル」「軽井沢ハイランドヴィレッジ」
- 日本農林ヘリコプター[注釈 104]
- 練馬自動車教習所[注釈 105]
- 品川自動車練習所[注釈 106]

### 玩具
- 日本交通のタクシーや観光バスは古くからおもちゃやミニカーとしてたびたび登場していたが、昭和30年代はまだ色や塗装が意匠登録できなかったため、勝手に作られることもあったという[注釈 107]。
- タカラトミーから発売されているトミカで、初の企業特注品として製作されたのは同社のタクシーである（車種はトヨタ・クラウン）。ただし当時は丸形の行灯がトミカに存在していなかったため、行灯無しの状態で製品化されている。非売品として少数しか制作されなかったため、現存台数は1〜2台程度と貴重なモデルとなっている他、当時の担当者が不明である事も相まって、どういった経緯で製作され、何台が生産され、頒布されたのか不明瞭である。
- 2000年代以降では、トミーテックが発売するカーコレクション、トミカリミテッドヴィンテージやチョロQなどの製品化がある。

THEカーコレクション
- 2004年発売『THEカーコレクション』第1弾シークレット（プリンスグロリア スーパー6＝ハイヤー・タクシー、日産セドリック デラックス＝タクシー）
- 2005年発売『THEカーコレクションHG』日本交通セット（同上）
- 2010年発売『THEカーコレクション』第12弾 現代の街角編（トヨタ・クラウンセダン＝黒タク・四社カラー）
- 2014年6月発売『THEカーコレクション基本セット 日本交通』（トヨタ・クラウンセダン=黒タク・四社カラー、トヨタ・プリウス=黒タク・四社カラー）

THEカーコレクション80
- 2006年発売『THEカーコレクション80』第1弾　トヨタクラウンセダン（黒タク・四社カラー）
- 2007年発売『THEカーコレクション80』第4弾　日産セドリック5代目・430型、日産ブルーバード6代目・910型[注釈 108]（ともに四社カラー）

トミカリミテッドヴィンテージ
- 2004年発売『トヨタクラウンRS40型』（タクシー・旧四社カラー）
- 2007年発売『日本交通 2MODELS』初代セドリック、2代目グロリア（ともにタクシー・旧四社カラー）
- 2008年発売『日本交通 2MODELS Vol.2』セドリック130型スタンダード（タクシー・四社カラー）、グロリアPA30型スーパーDX（ハイヤー・日交カラー）
- 2010年発売『日本交通 2MODELS Vol.3』日産グロリア230型（タクシー・四社カラー、ハイヤー・日交カラー）
- 2022年発売『TLV-N219d』トヨタ クラウンセダン タクシー（日本交通・日交カラー）

全国タクシー物語（チョロQ入り入浴剤）
- 2005年発売　第1弾、チョロQ（タクシー・四社カラー）昼バージョン、夜バージョン

チョロQ
- 2008年　黒タク（創業80周年記念として制作、一般発売なし）

1/43 アンチモニー製ミニカー アドバンスピリット
- 2008年発売　230型セドリック、330型セドリック（以上タクシー・四社カラー）、プレジデント、センチュリー（以上ハイヤー）
- 創業80周年記念として制作され、II ADO COMPANY（アイアイアド・カンパニー）より販売されたもの。

1/64 GULLIVER64　東京のタクシーシリーズ
- 2010年発売　クラウンGパッケージ（タクシー・四社カラー）

1/64 タルガ　タクシー倶楽部
- 2010年発売　クラウンGパッケージ（タクシー・四社カラー）

1/32 シー・シー・ピー　プレイキャスト
- 2010年発売　クラウンGパッケージ（タクシー・四社カラー）

## テレビ番組
- 日経スペシャル ガイアの夜明け タクシー戦国時代 〜都を狙え!若き武将たち〜（2004年4月6日、テレビ東京）[78]
- 日経スペシャル カンブリア宮殿（テレビ東京）
  - 「日本のタクシーを変えろ!」（2007年5月14日）- 社長・川鍋一朗出演[79]。
  - 「拾う」から「選ばれる」へ 老舗3代目のタクシー革命!（2018年11月15日）- 会長・川鍋一朗出演[80]。